# جایزه اسکار بهترین کارگردانی
اسکار بهترین کارگردانی (که نام رسمی آن جوایز آکادمی برای بهترین کارگردانی است)، جایزه‌ای است که هر سال از سوی آکادمی علوم و هنرهای سینما (اسکار) اعطا می‌شود. این جایزه، با افتخار به بهترین کارگردان در فیلم‌سازی، می‌رسد.
در نخستین دوره اسکار که ۱۹۲۹ برگزار شد، این رشته به «درام» و «کمدی» تقسیم می‌شد؛ فرانک بورزیگی در درام برای آسمان هفتم و لوئیس مایلستون در کمدی برای دو شوالیه عرب، برندگان این اسکار بودند، هرچند که این دو در دوره‌های بعد، یکی شدند، این رشته، دیگر درام یا کمدی ندارد. امروزه، نامزدهای کارگردانی با تک‌رأی انتقال‌پذیر تعیین می‌شوند، و برنده‌ها را همه اعضای آکادمی با اکثریت آرا انتخاب می‌کنند.
در یازده سال اول برگزاری این مراسم، قوانین آکادمی به کارگردانان اجازه می‌داد تا برای همه فیلم‌هایی که در سال ساخته‌اند، نامزد شوند. از مراسم یازدهم (که مایکل کورتیز برای فرشتگانی با چهره‌های زشت و چهار دختر نامزد شد) به بعد، قوانین تغییر کردند؛ اکنون یک کارگردان تنها می‌تواند برای یک فیلم در این رشته نامزد شود. این قانون تاکنون برجا بوده‌است و تنها در ۲۰۰۰، استیون سودربرگ برای قاچاق و ارین براکوویچ نامزد شد، که برای قاچاق، اسکار گرفت. دو اسکار بهترین فیلم و بهترین کارگردانی، ارتباطی تنگاتنگ دارند، به‌طوری‌که از ۸۹ فیلمی که بهترین فیلم سال شده‌اند، ۶۸ فیلم، اسکار بهترین کارگردانی نیز گرفته‌اند.
از آغاز به کار این مراسم، این اسکار به ۷۵ کارگردان یا تیم کارگردانی رسیده‌است. جان فورد با چهار اسکار در این رشته رکورددار است. ویلیام وایلر با دوازده نامزدی، بیش از هر کارگردان دیگری نامزد این اسکار شده‌است. دِیمیَن شَزِل با این اسکار در ۳۲ سالگی برای لا لا لند، جوان‌ترین کارگردان تاریخ این جایزه شد. تنها سه تیم کارگردانی این اسکار را مشترک گرفته‌اند؛ رابرت وایز و جروم رابینز برای داستان وست ساید در ۱۹۶۱، جوئل کوئن و ایتن کوئن برای جایی برای پیرمردها نیست در ۲۰۰۷ و دنیل‌ها برای همه‌چیز همه‌جا به یکباره در ۲۰۲۲. همچنین برادران کوئن تنها برندگانی هستند که نسبت فامیلی هم دارند.

## نامزدها و برندگان
در جدول زیر، سال‌های برگزاری مراسم آکادمی فهرست شده‌است و به‌طور کلی با سال انتشار فیلم‌ها در شهرستان لس‌آنجلس، کالیفرنیا مطابقت دارد. مراسم همیشه در سال بعد برگزار می‌شود. در پنج سال اول برگزاری مراسم، تنها فیلم‌هایی که از ۱ اوت تا ۳۱ ژوئیه اکران می‌شدند، اجازه شرکت در مراسم همان سال داشتند. برای مراسم ششم که ۱۹۳۴ برگزار شد، این زمان به ۱ اوت ۱۹۳۲ تا ۳۱ دسامبر ۱۹۳۳ تغییر کرد. از مراسم هفتم (۱۹۳۵) به بعد دوره مجاز شرکت، یک سال میلادی کامل شد به‌گونه‌ای که فیلم‌ها باید از ۱ ژانویه تا ۳۱ دسامبر سال قبل اکران شوند تا بتوانند در مراسم حضور پیدا کنند.
| double-dagger | برنده را معرفی می‌کند. |

### دهه ۱۹۲۰

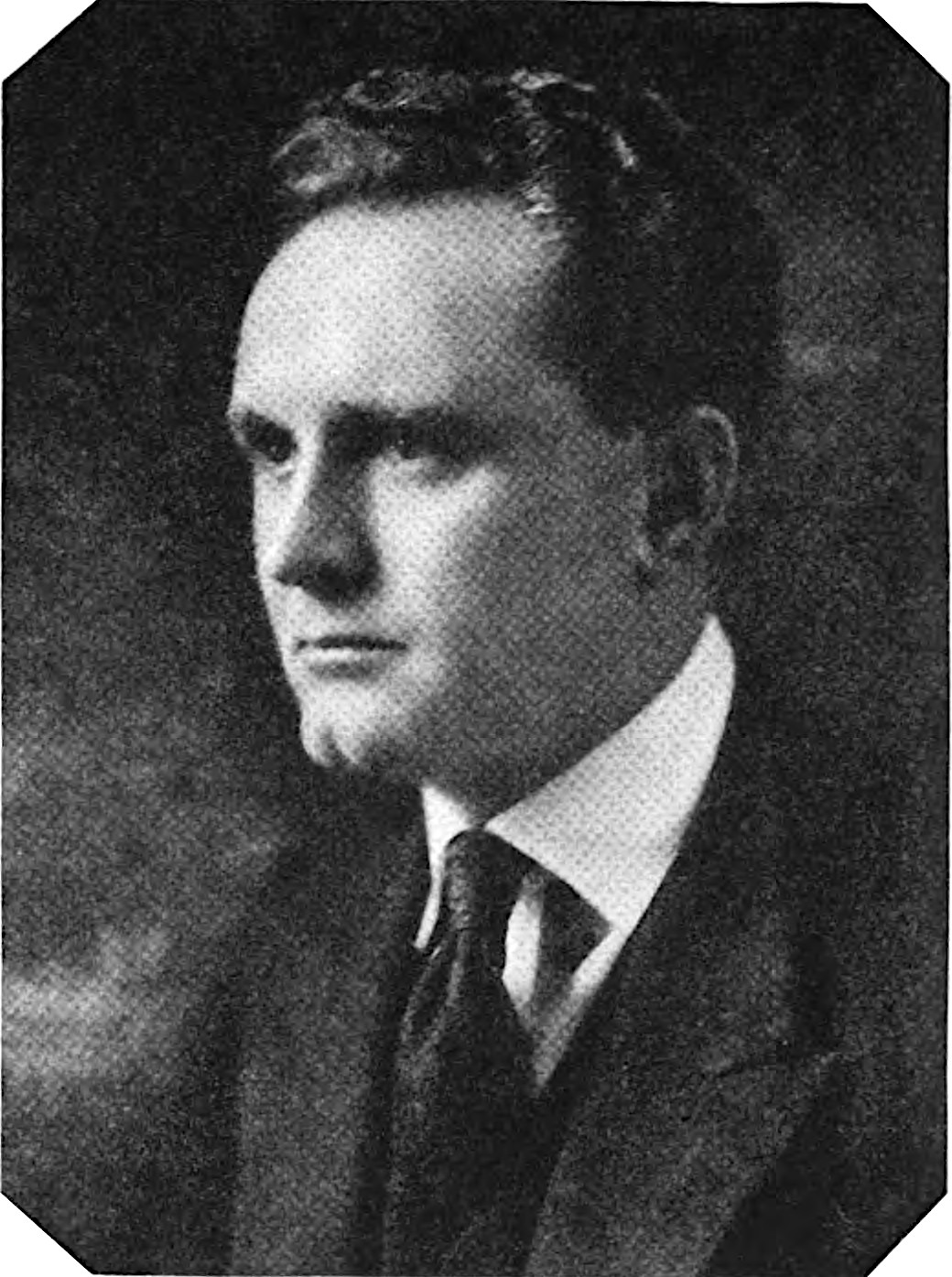
در اولین سال برگزاری مراسم، فرانک بورزیگی به خاطر فیلم آسمان هفتم در بخش «درام» این جایزه را ازآن خود کرد.

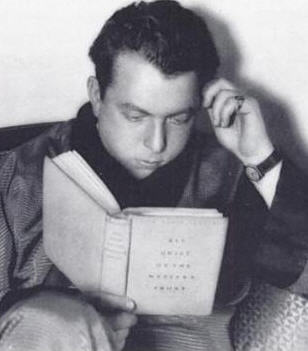
لوئیس مایلستون اولین جایزه خود را در بخش «کمدی» در اولین سال برگزاری مراسم برد، همچنین او توانست برای بار دوم به خاطر در جبهه غرب خبری نیست این جایزه را دریافت کند.

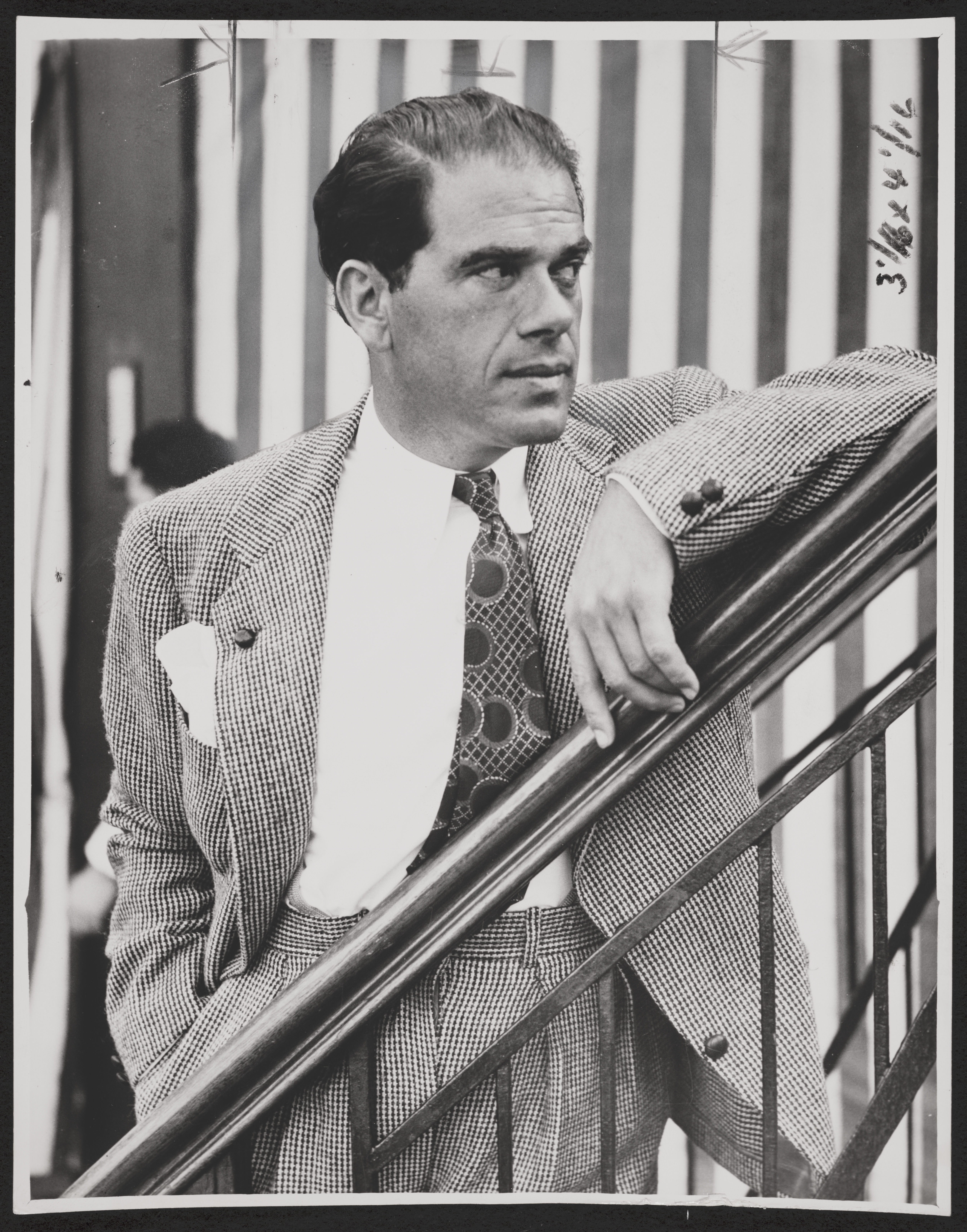
فرانک کاپرا موفق شد سه بار این جایزه را به خاطر فیلم‌های در یک شب اتفاق افتاد، آقای دیدز به شهر می‌رود و نمی‌توانی این را با خودت ببری ببرد.

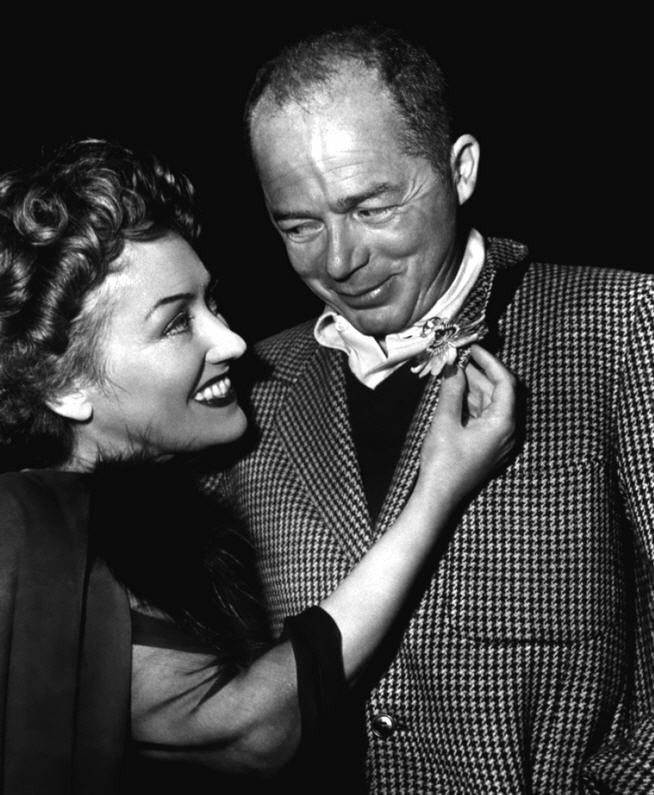
بیلی وایلدر (در سمت راست) هشت بار نامزد شد که توانست دو بار این جایزه را با خود به خانه ببرد.

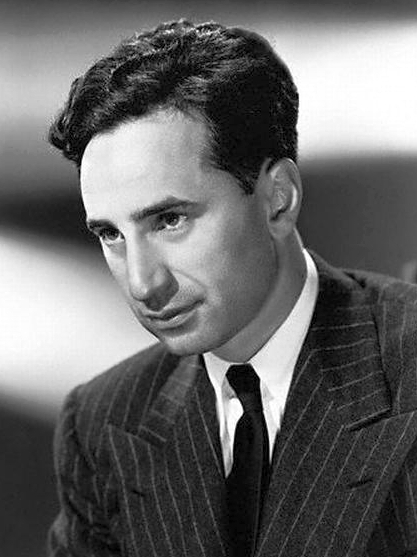
الیا کازان در سال ۱۹۴۷ به خاطر فیلم قرارداد شرافتمندانه و دوباره، در سال ۱۹۵۴ برای در بارانداز برنده شد.

جان هیوستون در سال ۱۹۴۸ برای فیلم گنج‌های سیرا مادره این جایزه را دریافت کرد.

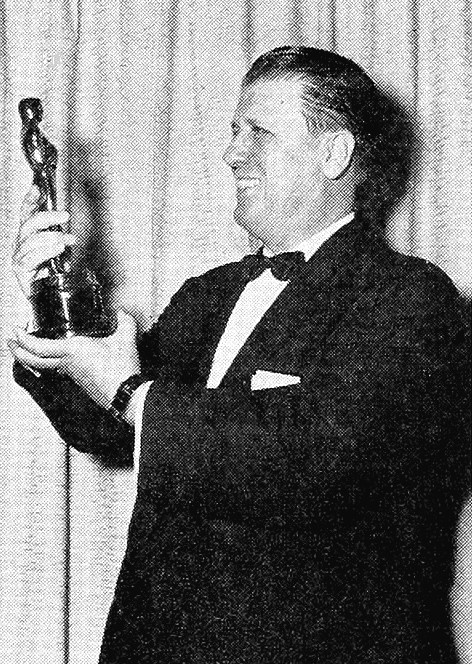
جرج استیونس دو بار این جایزه را برای فیلم‌های موقعیت مطلوب برای ترقی (۱۹۵۱) و غول (۱۹۵۶) برد.

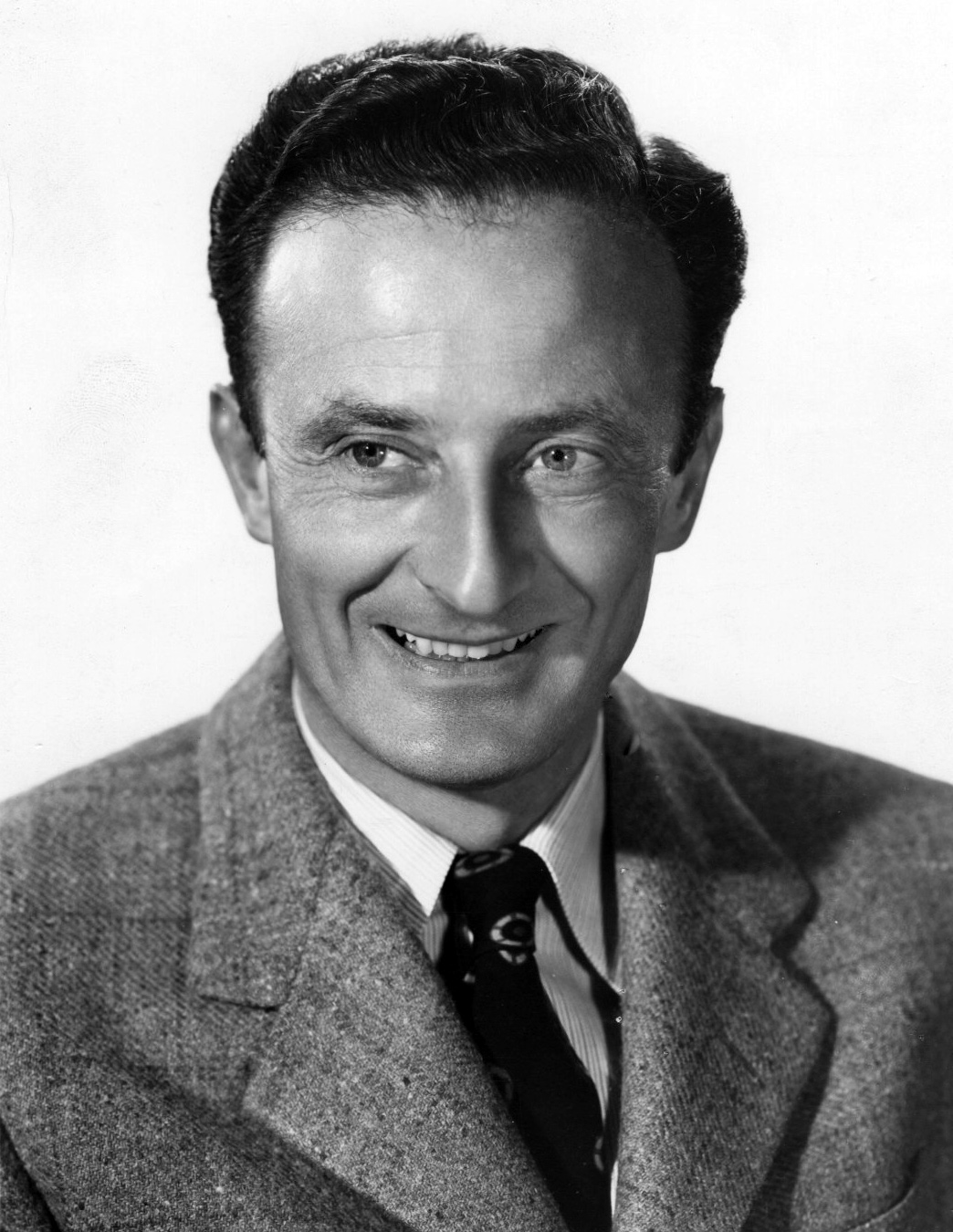
فرد زینمان دو بار موفق به دریافت این جایزه شد. یک بار برای از اینجا تا ابدیت در سال ۱۹۵۳ و بار دیگر برای مردی برای تمام فصول در سال ۱۹۶۶.

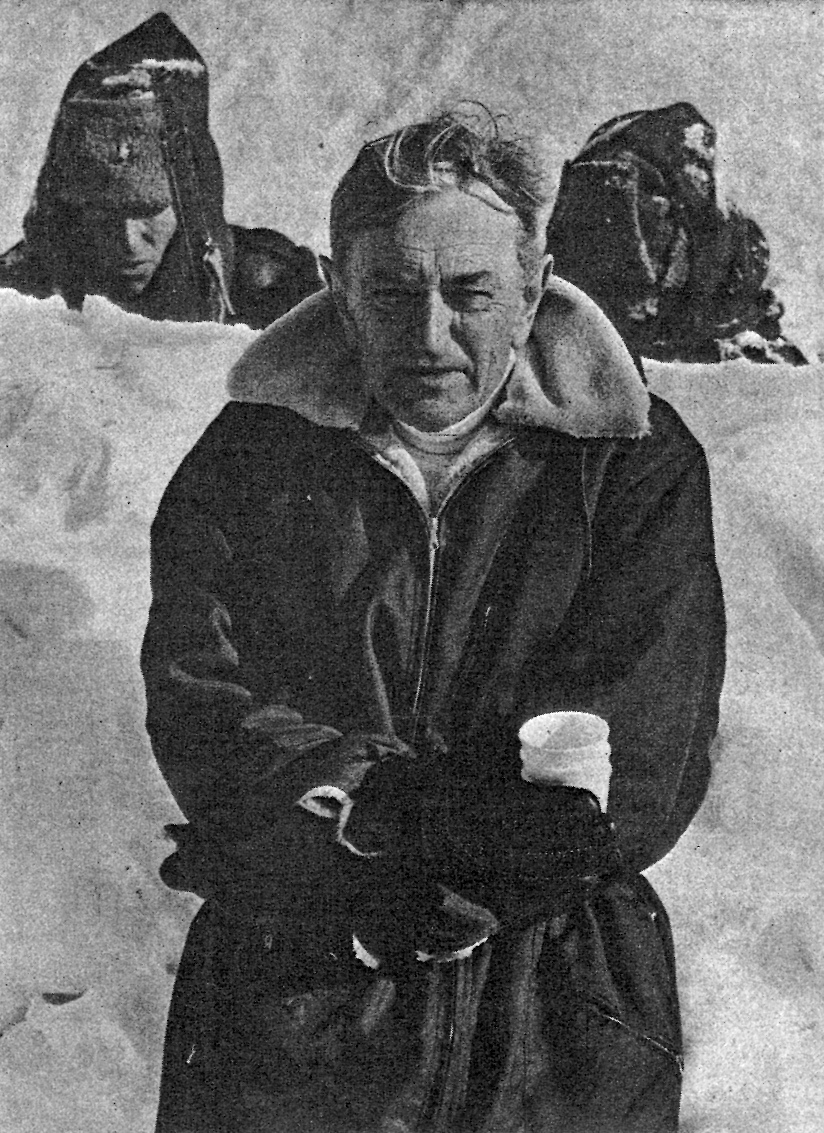
دیوید لین به خاطر فیلم‌های پل رودخانه کوای (۱۹۵۷) و لورنس عربستان (۱۹۶۲) برندهٔ اسکار شد. علاوه بر این، او پنج بار دیگر نیز نامزد شده‌است.

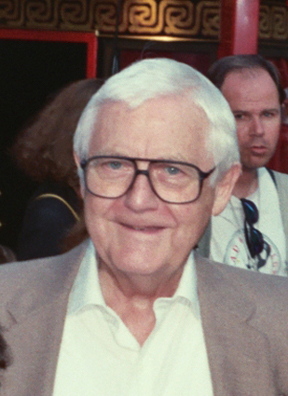
رابرت وایز دو بار مجسمه طلایی را با خود به خانه برد. او در سال ۱۹۶۱ به همراه جروم رابینز برای فیلم داستان وست ساید و بار دیگر در سال ۱۹۶۵ برای اشک‌ها و لبخندها موفق به کسب این عنوان شد.

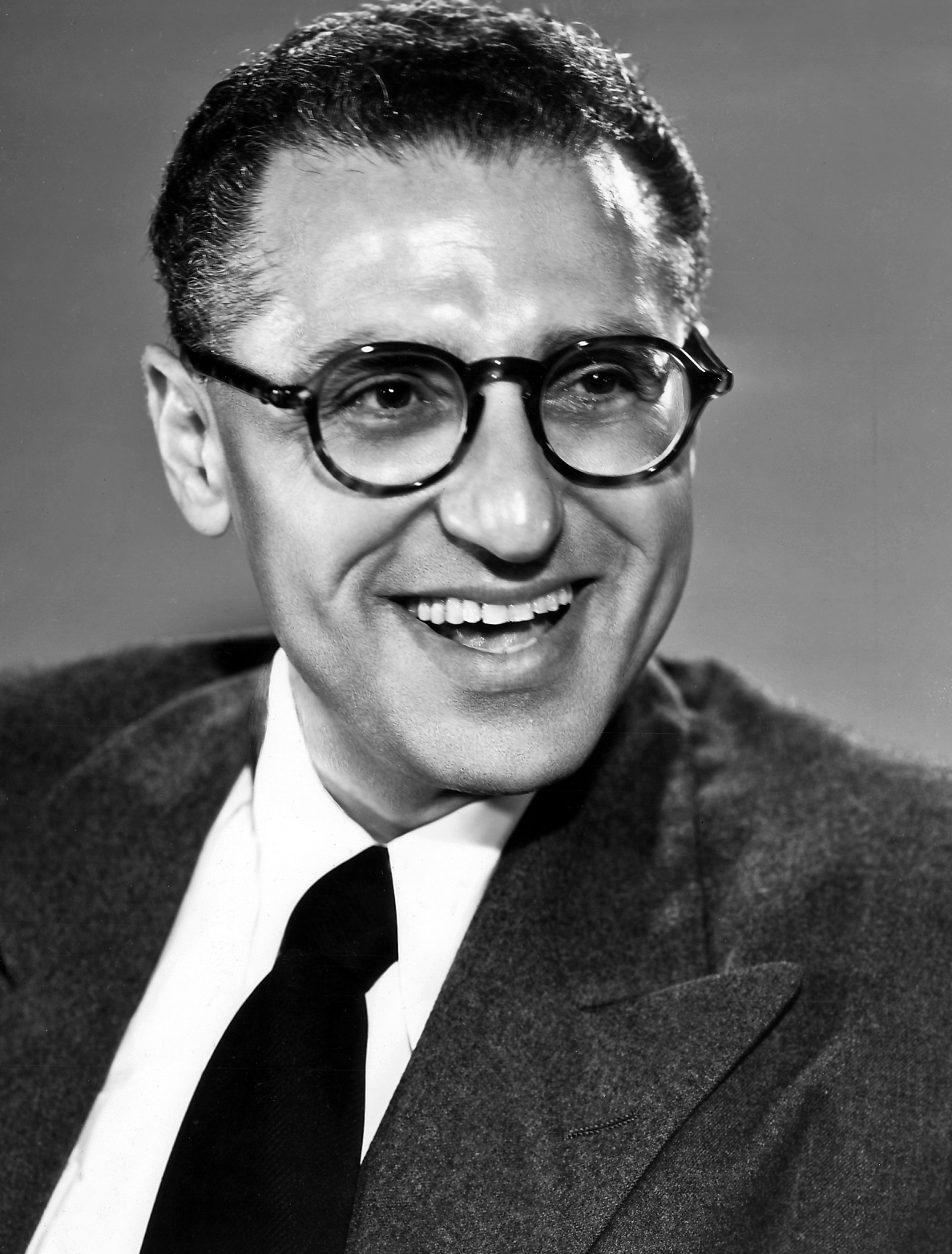
جرج کیوکر در سال ۱۹۶۴ برای فیلم بانوی زیبای من برد.

مایک نیکولز به خاطر فارغ‌التحصیل، فیلمی محصول ۱۹۶۷ این جایزه را تصاحب کرد.

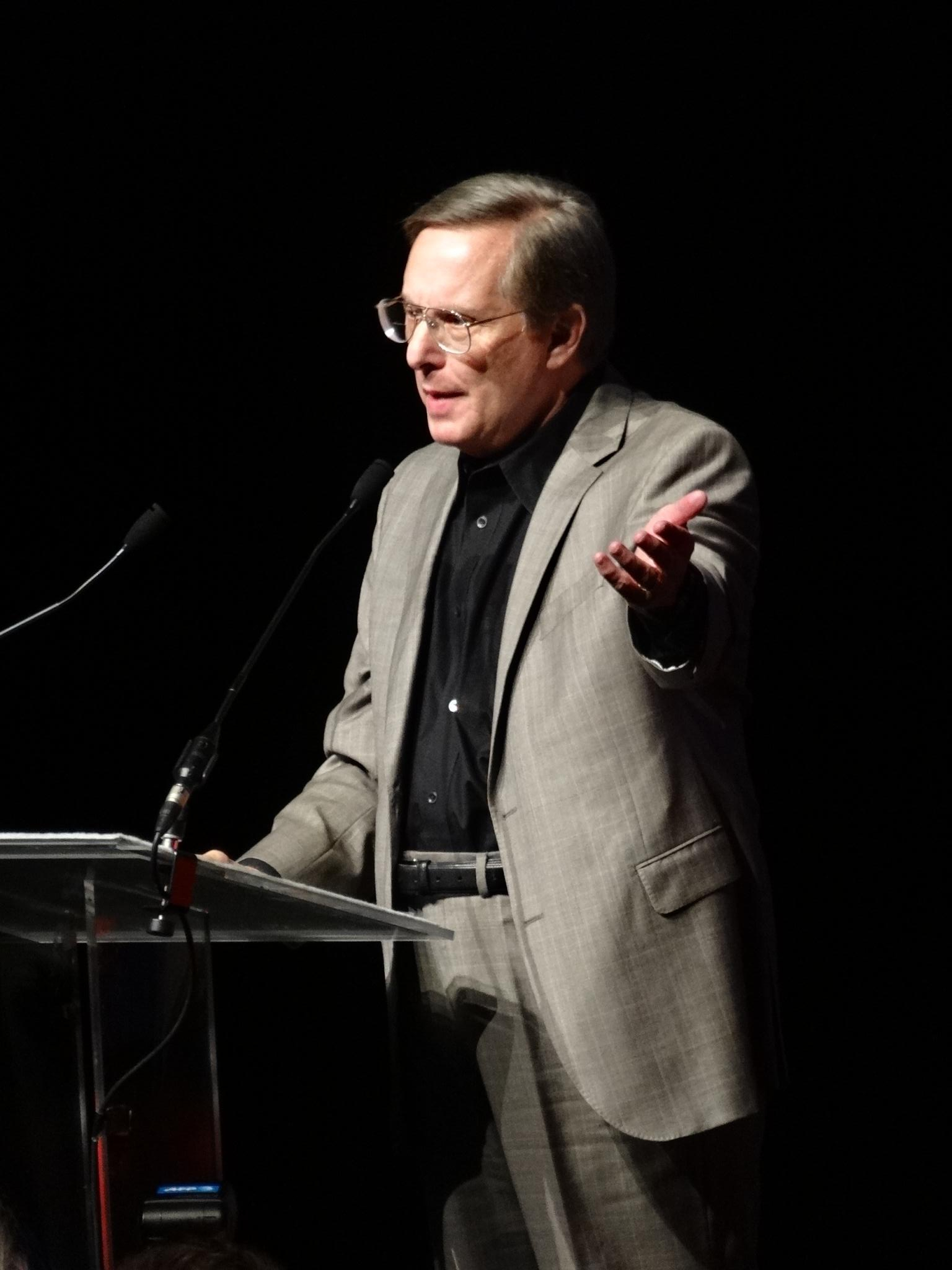
ویلیام فریدکین در سال ۱۹۷۱ برای فیلم ارتباط فرانسوی برد.

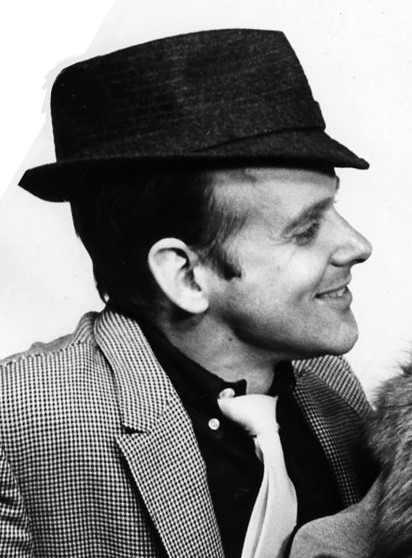
باب فاس به خاطر کارگردانی فیلم کاباره (۱۹۷۲) این جایزه را برد.

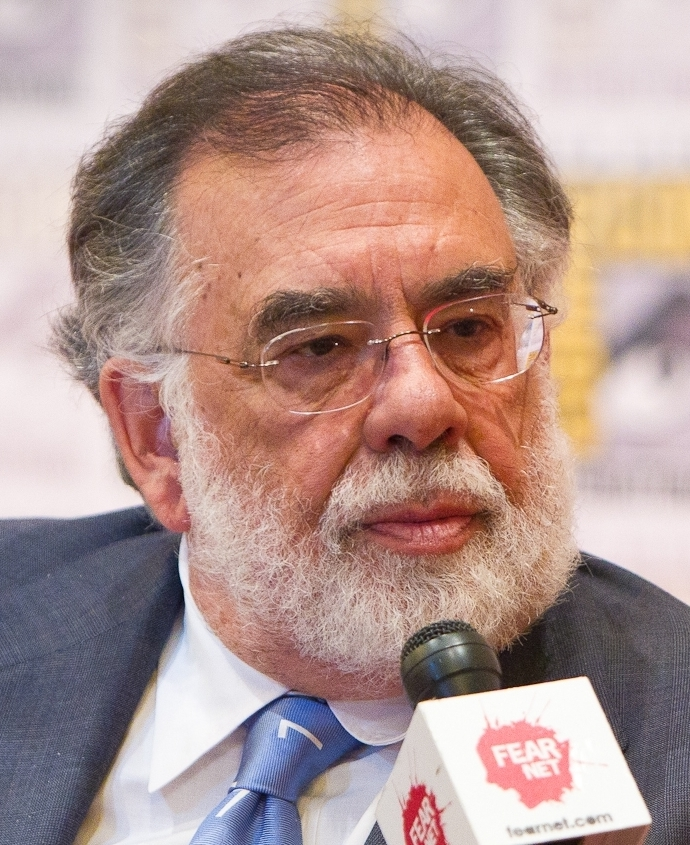
فرانسیس فورد کوپولا این جایزه را برای پدرخوانده: قسمت دوم (۱۹۷۴) بدست آورد.

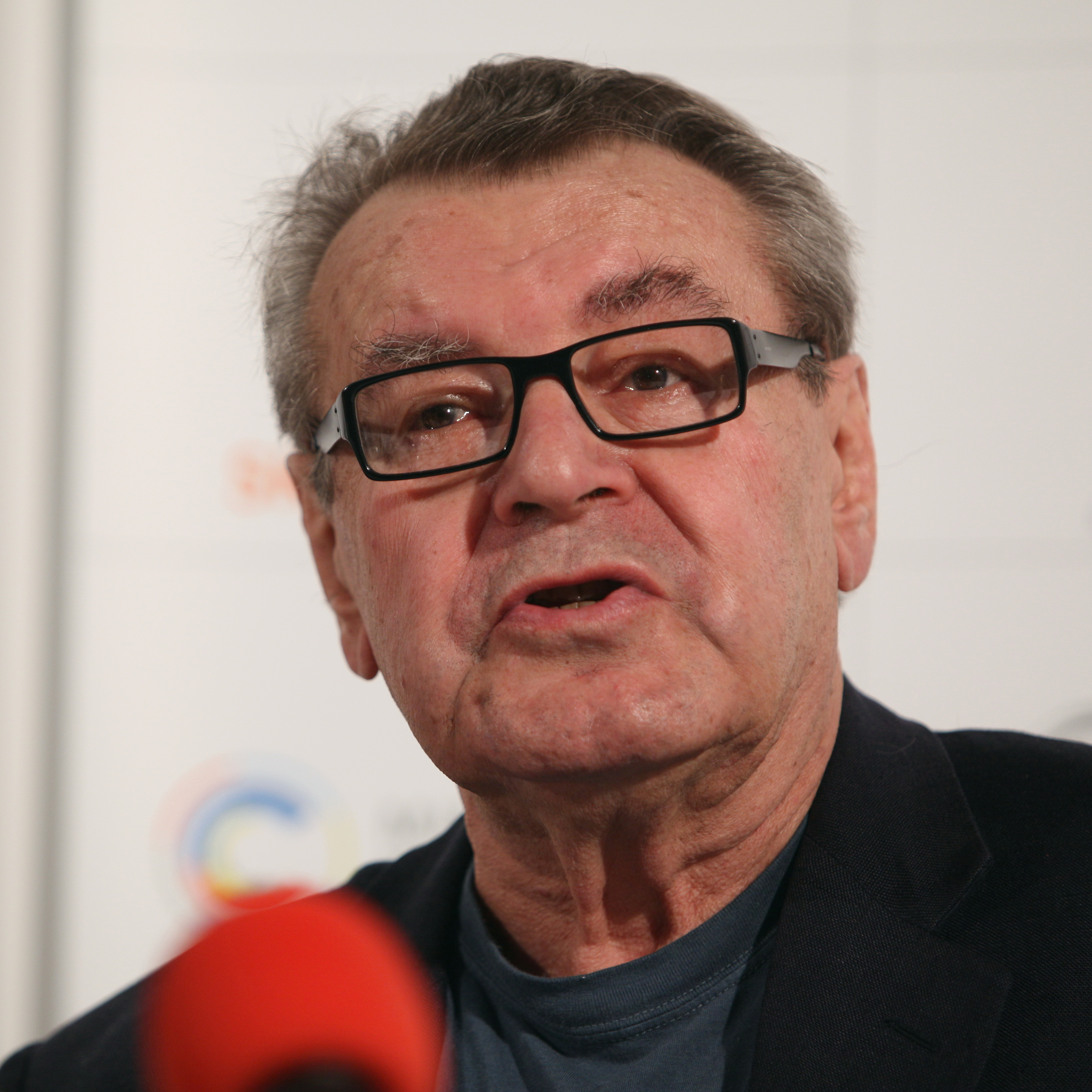
میلوش فورمن دو بار در سال‌های ۱۹۷۵ و ۱۹۸۴، به ترتیب برای دیوانه از قفس پرید و آمادئوس موفق به کسب این جایزه شد.

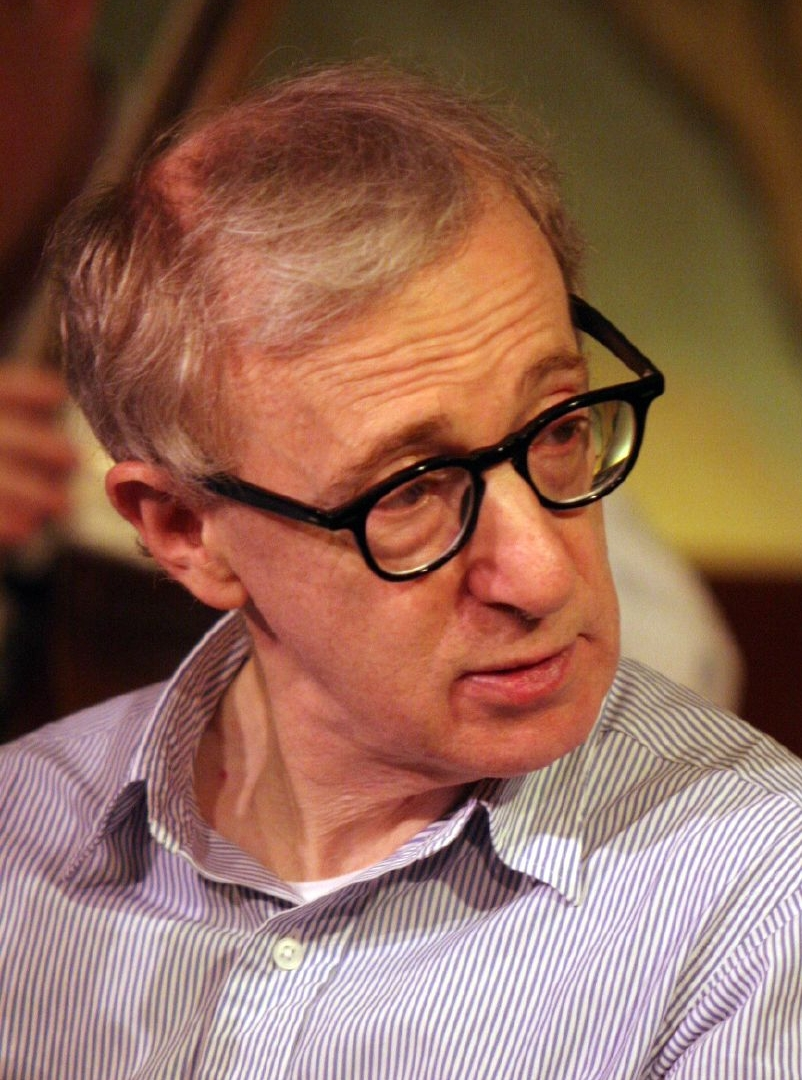
وودی آلن تا به حال هفت بار در این بخش نامزد شده و توانسته تنها یک بار در سال ۱۹۷۷ برای آنی هال ببرد.

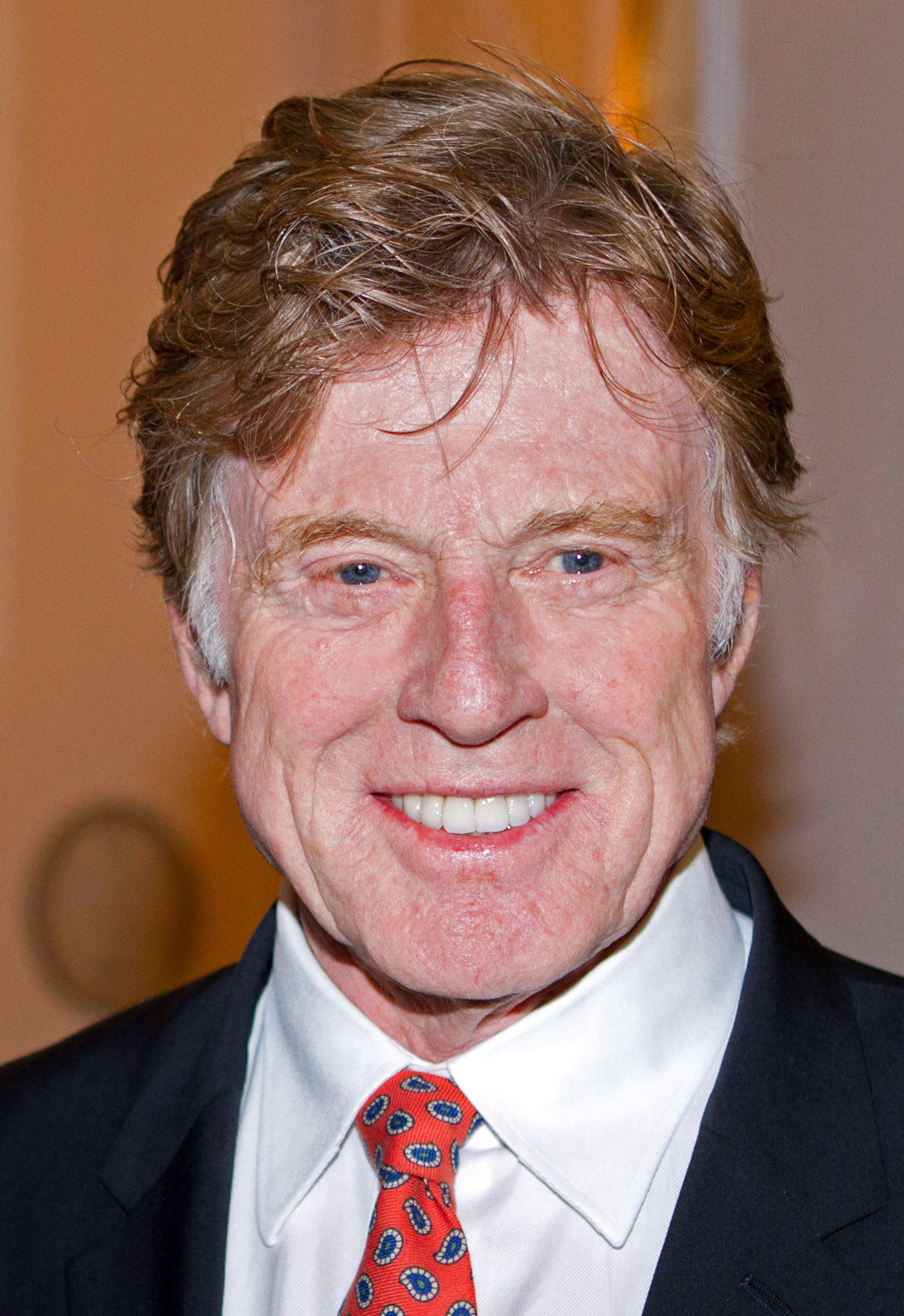
رابرت ردفورد برای فیلم مردم معمولی (۱۹۸۰) برد.

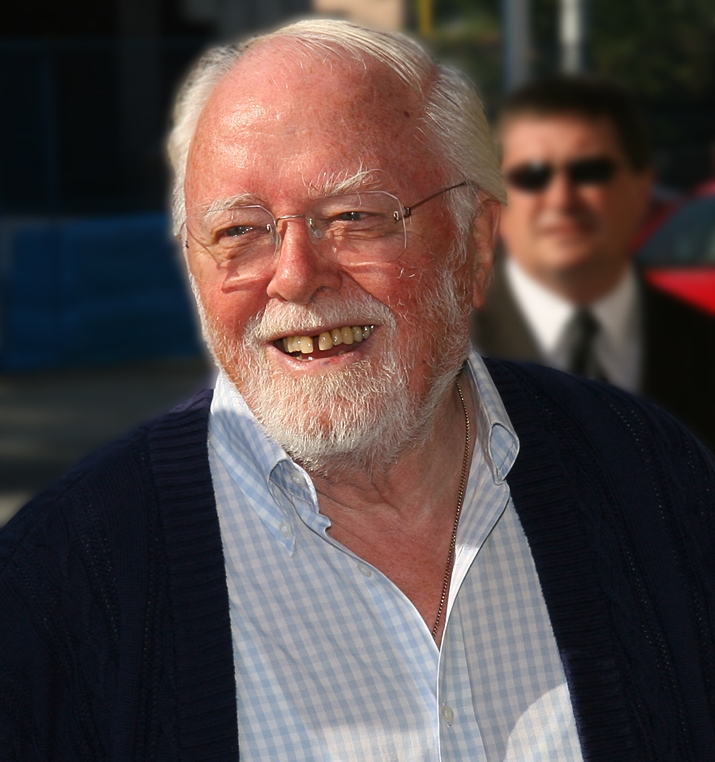
ریچارد اتنبورو توانست به خاطر فیلم حماسی زندگینامه گونه‌ی گاندی (۱۹۸۲) این جایزه را با خود به خانه ببرد.

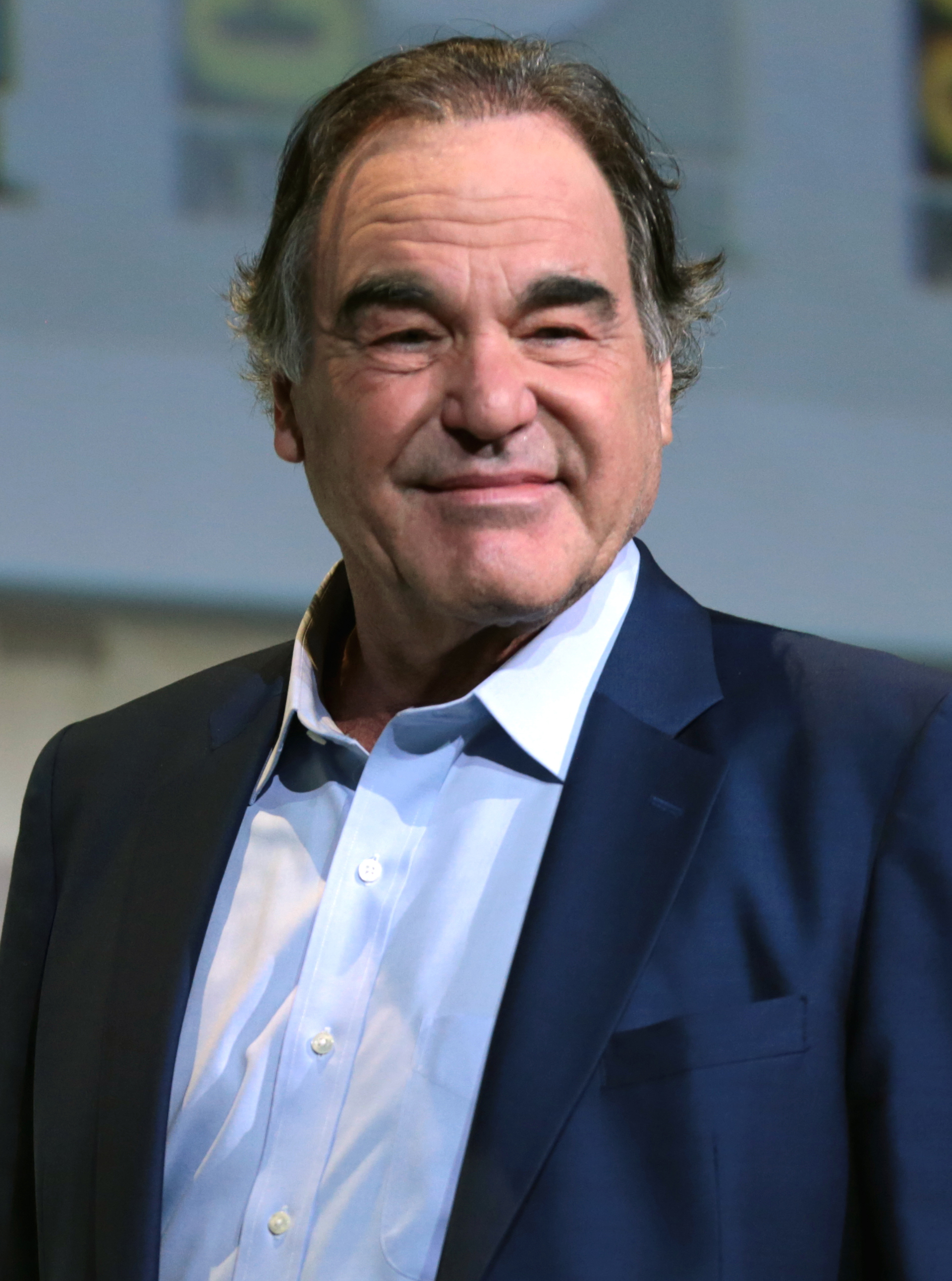
الیور استون موفق شده دو بار این جایزه را در دهه ۱۹۸۰ میلادی دریافت کند. او به خاطر فیلم‌های جوخه (۱۹۸۶) و متولد چهارم ژوئیه (۱۹۸۹) این جایزه را برد.

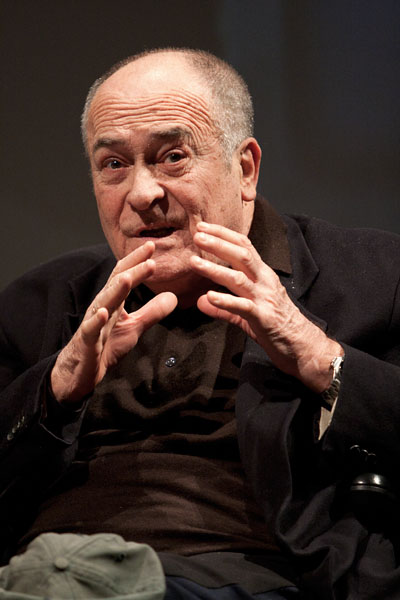
برناردو برتولوچی در سال ۱۹۸۷ به خاطر کارگردانی فیلم آخرین امپراتور برد.

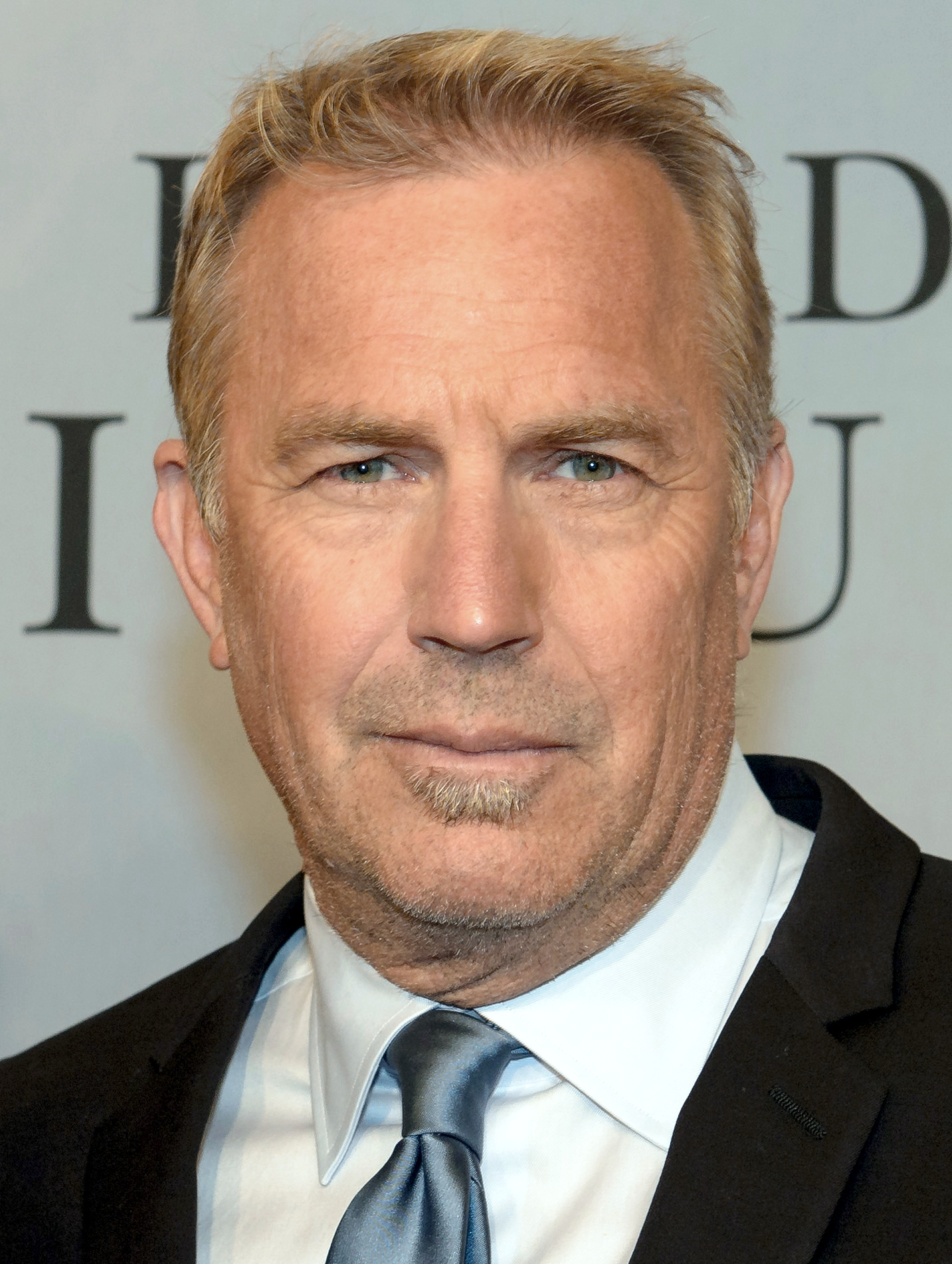
کوین کاستنر این جایزه را به خاطر کارگردانی فیلم رقصنده با گرگ‌ها در سال ۱۹۹۰ بدست آورد.

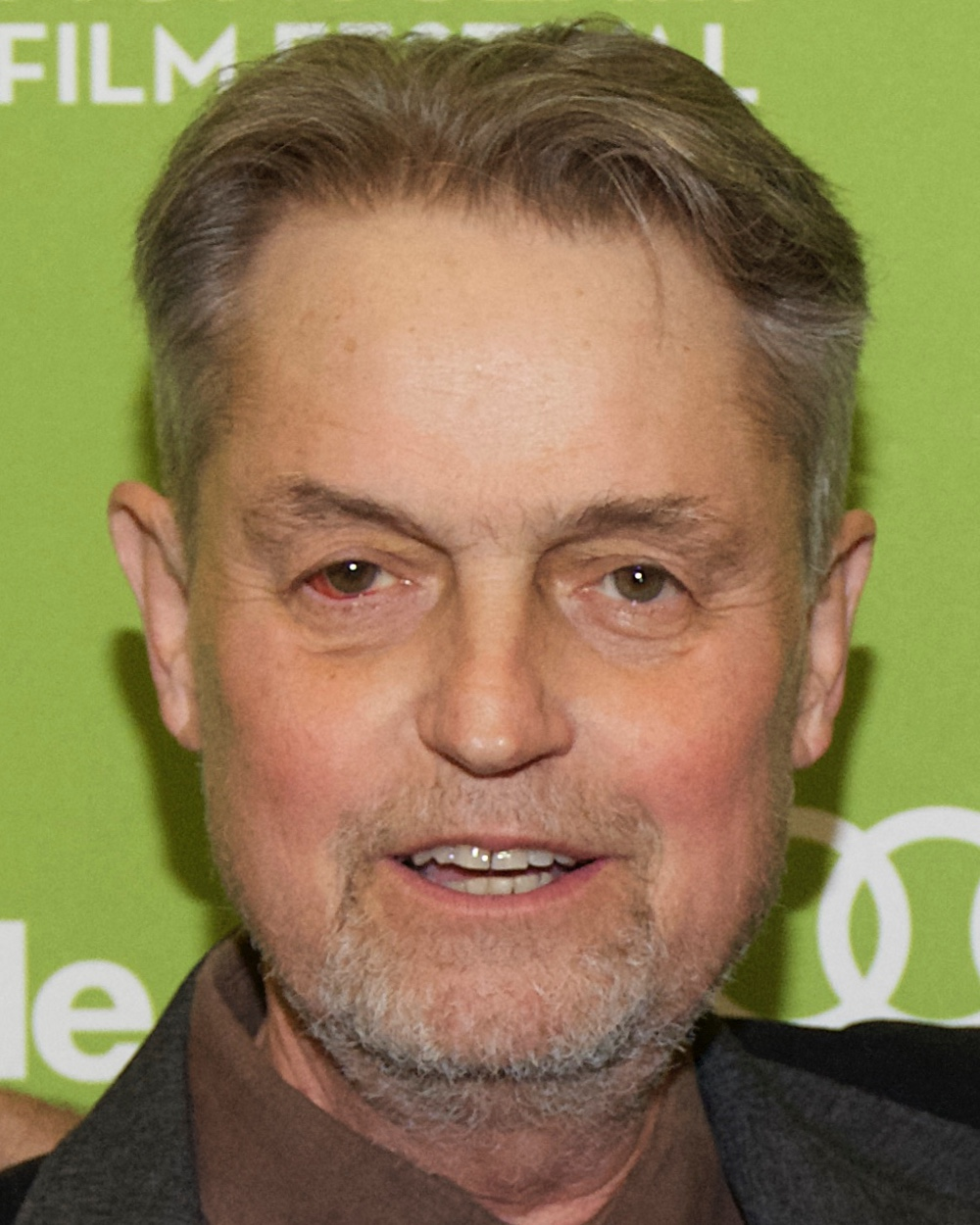
جاناتان دمی برای کارگردانی سکوت بره‌ها (۱۹۹۱) برد.

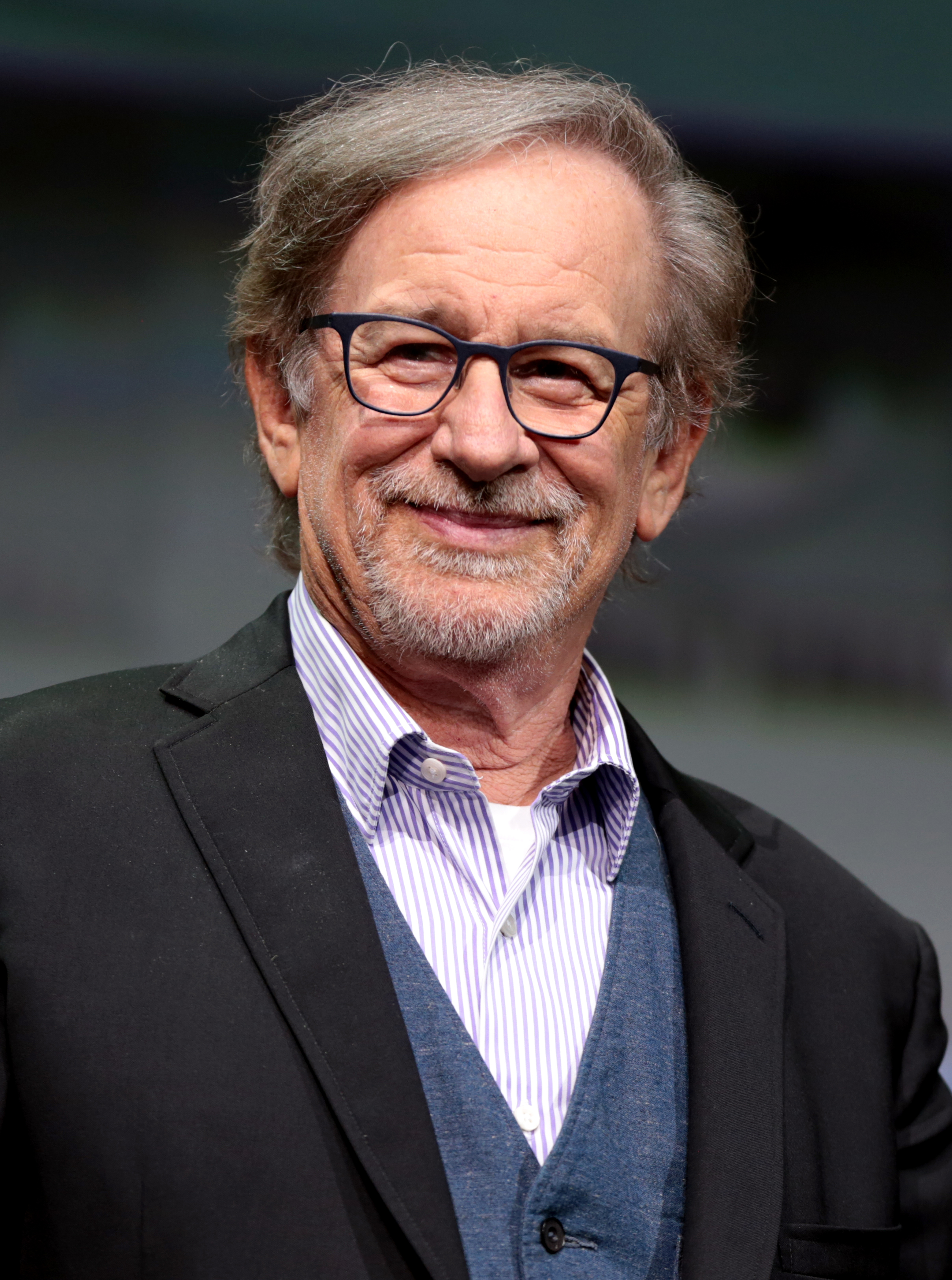
استیون اسپیلبرگ موفق شد دو بار این جایزه را در دهه ۱۹۹۰ میلادی برای فیلم‌های فهرست شیندلر (۱۹۹۳) و نجات سرباز رایان (۱۹۹۸) ببرد.

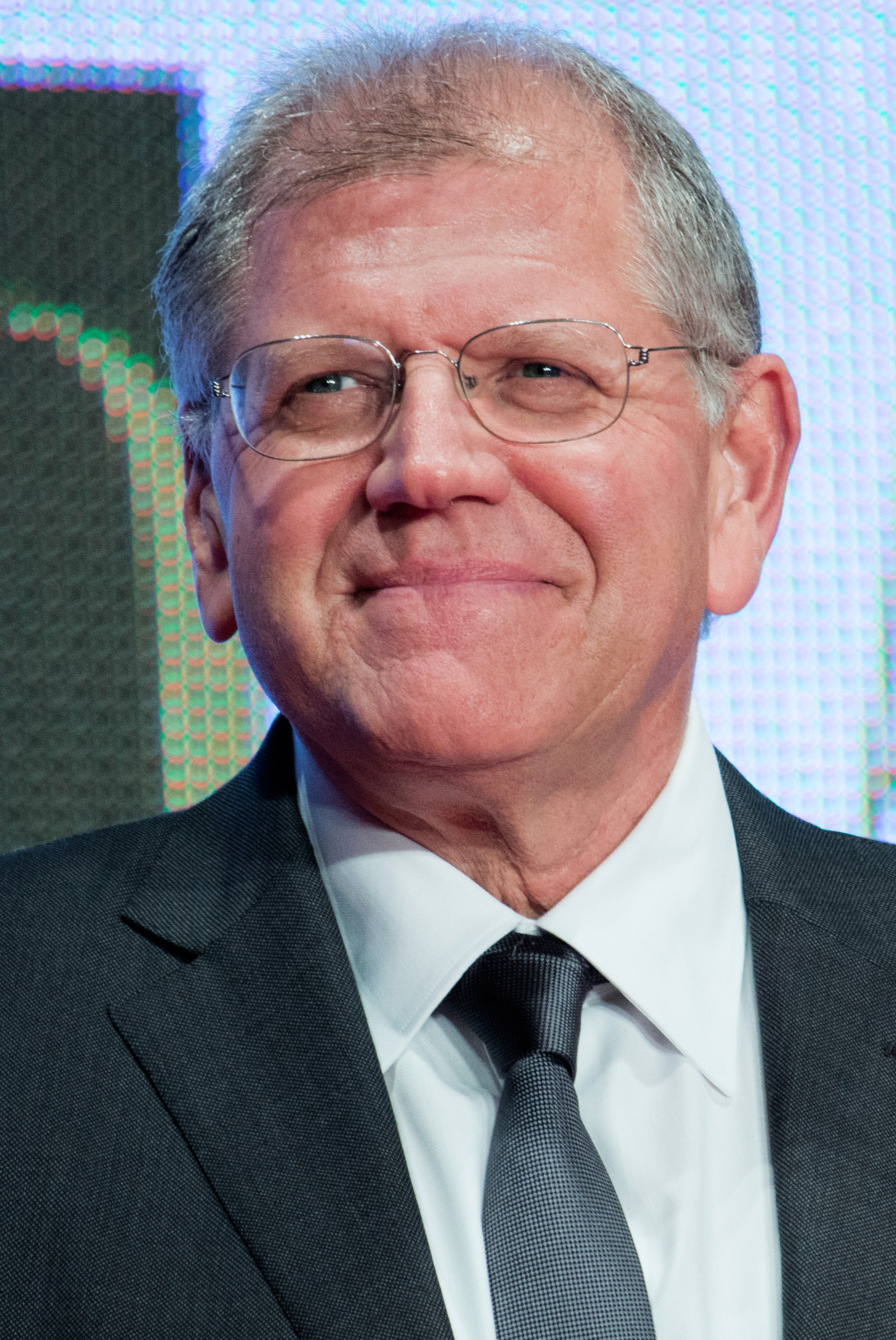
رابرت زمکیس در سال ۱۹۹۴ به خاطر کارگردانی فیلم فارست گامپ برد.

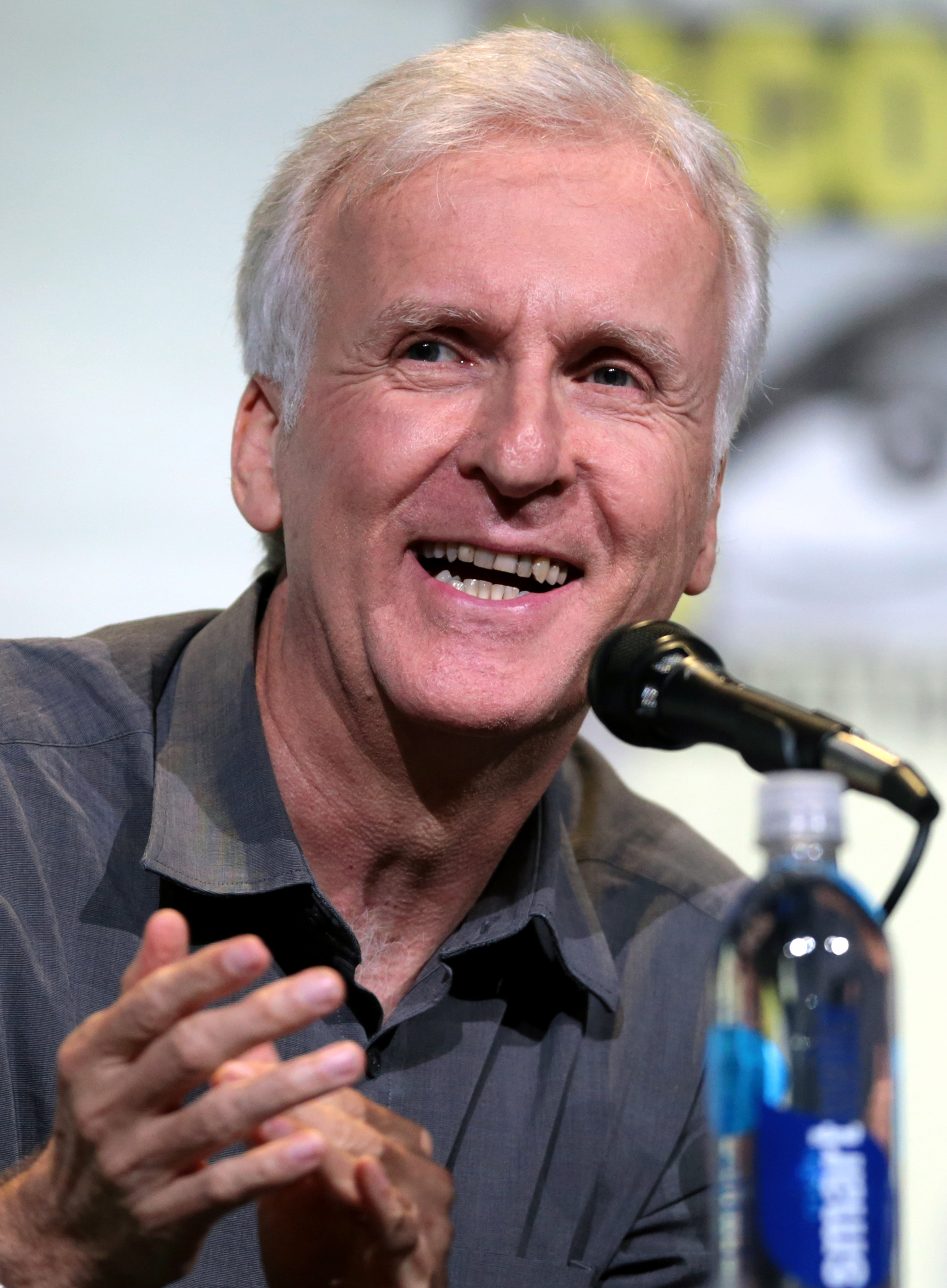
جیمز کامرون برای تایتانیک (۱۹۹۷) برد.

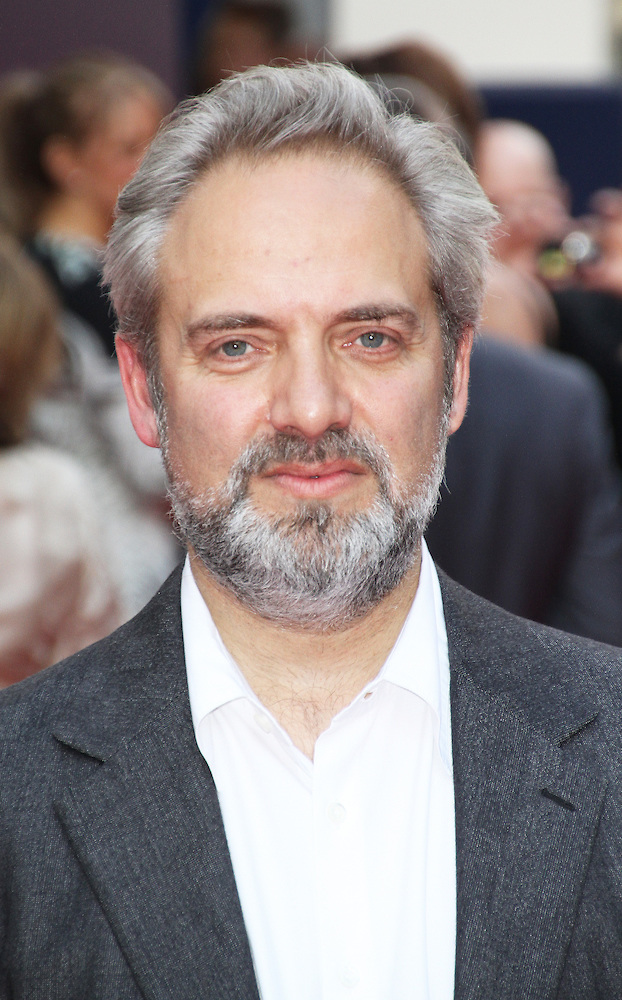
سام مندس به خاطر اولین کارگردانی‌اش در فیلم زیبایی آمریکایی (۱۹۹۹) این جایزه را دریافت کرد.

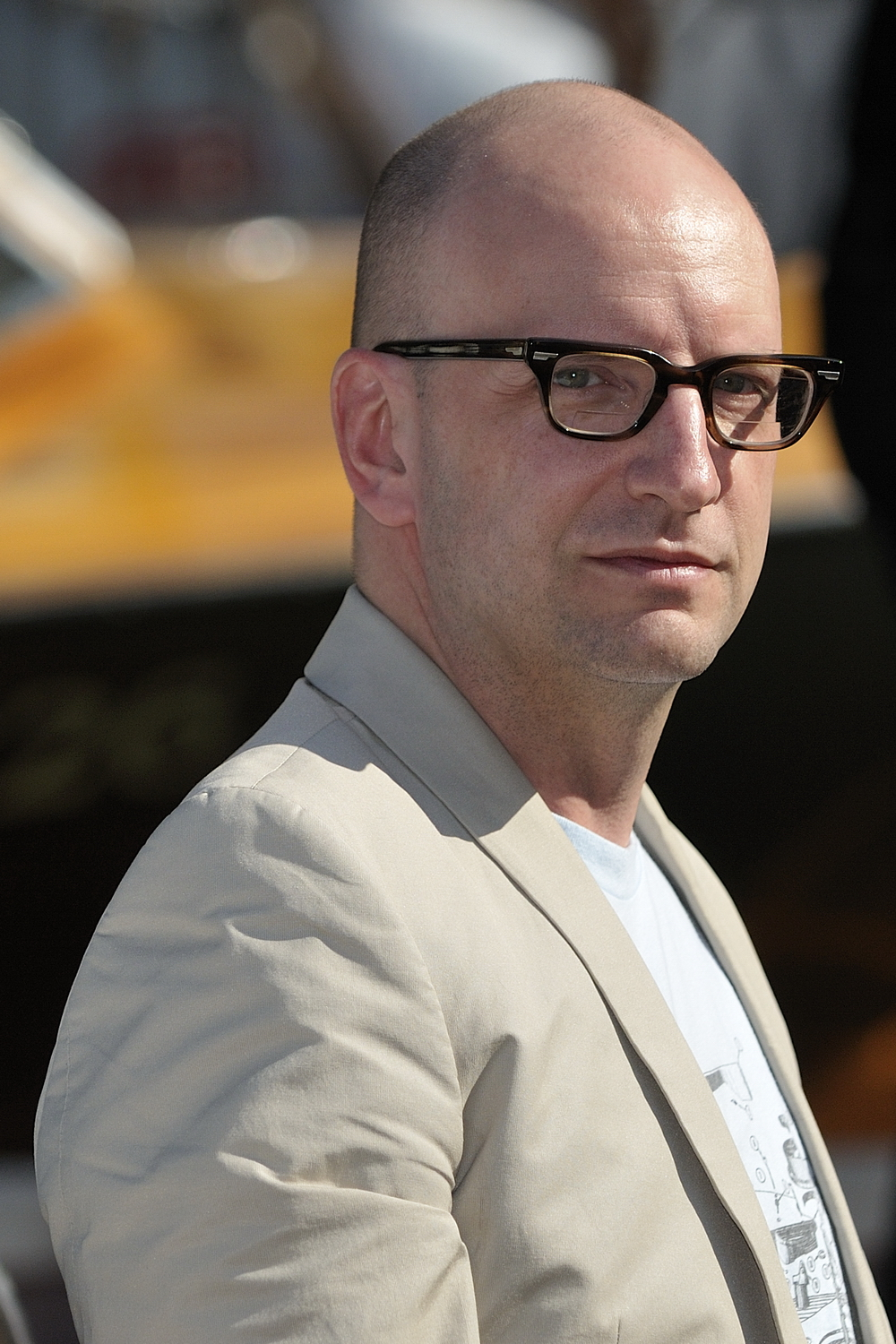
استیون سودربرگ در سال ۲۰۰۰ برای دو فیلم قاچاق و ارین براکویچ نامز شد و به خاطر قاچاق برد.

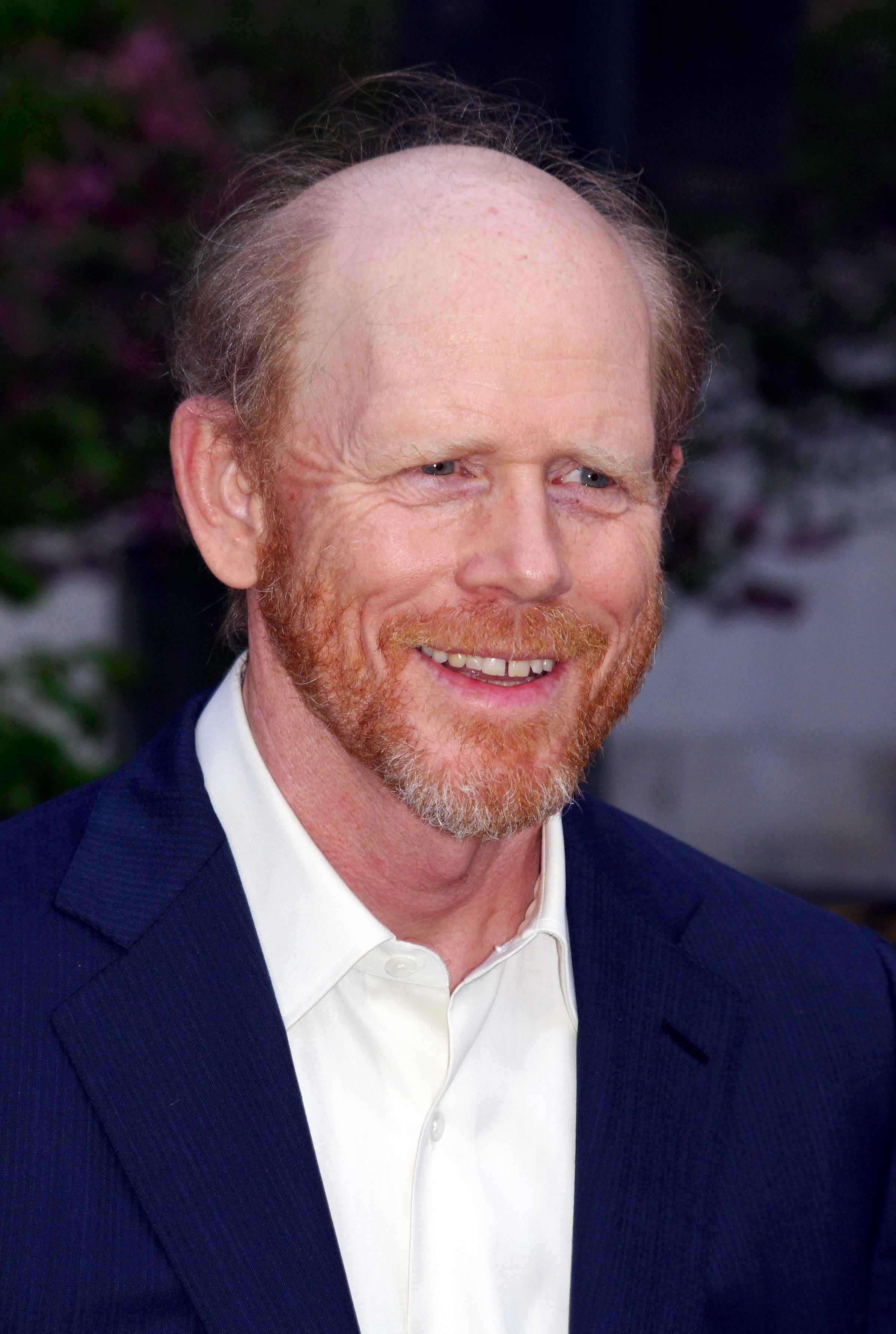
ران هاوارد، برنده سال ۲۰۰۱ برای ذهن زیبا.

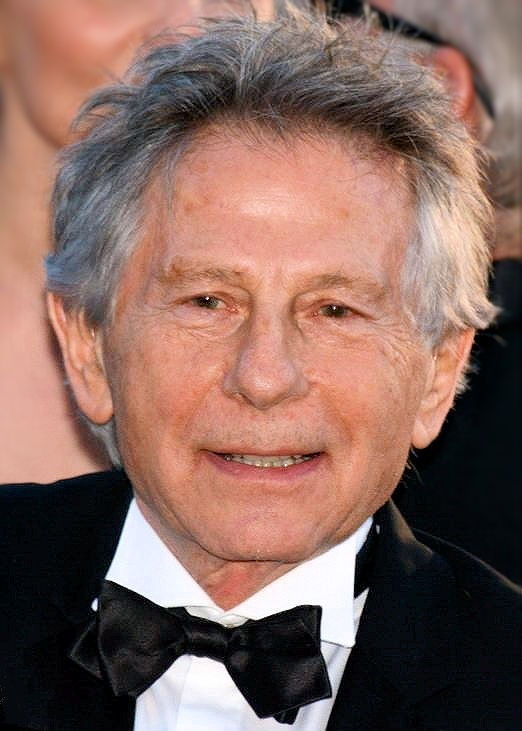
رومن پولانسکی در سال ۲۰۰۲ برای کارگردانی فیلم پیانیست این جایزه را دریافت کرد.

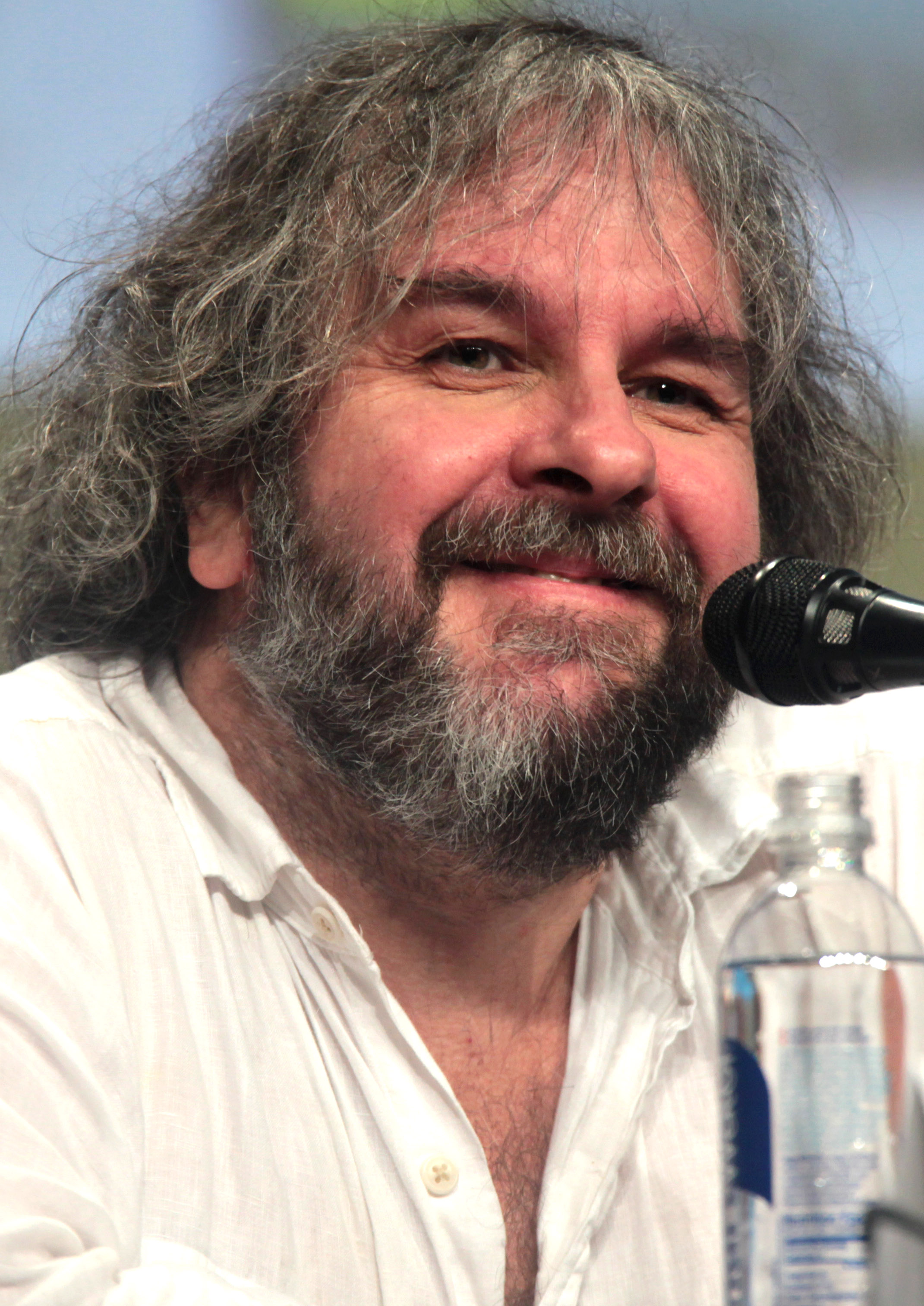
پیتر جکسون در سال ۲۰۰۳ به خاطر فیلم ارباب حلقه‌ها: بازگشت پادشاه برد.

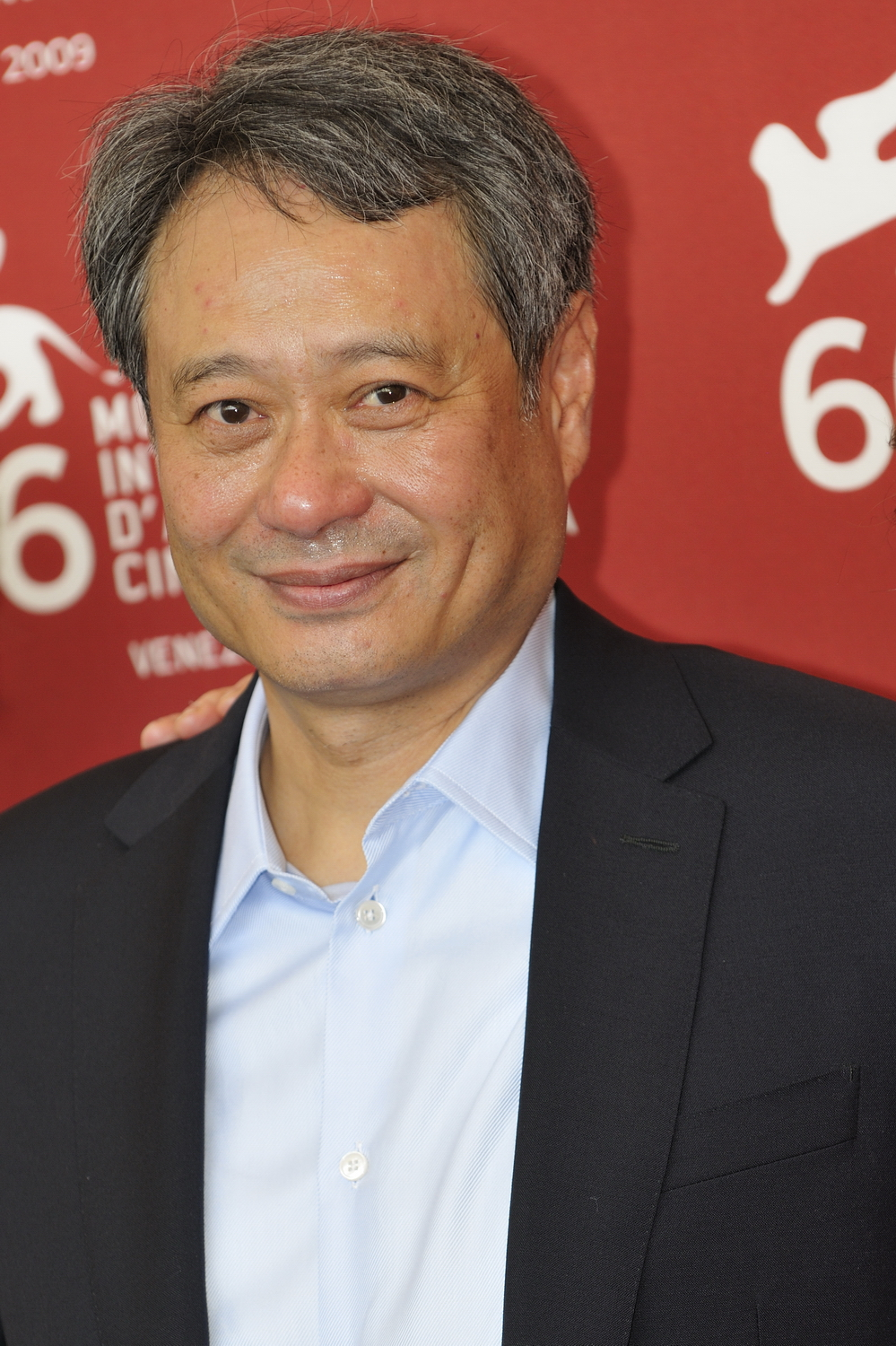
انگ لی دو بار این جایزه را در سال‌های ۲۰۰۵ و ۲۰۱۲، به ترتیب برای فیلم‌های کوهستان بروکبک و زندگی پی برده‌است.

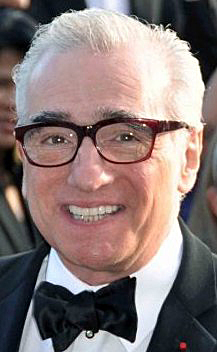
مارتین اسکورسیزی ۱۰ بار در این بخش نامزد شده که توانست تنها در سال ۲۰۰۶ برای فیلم رفتگان ببرد.

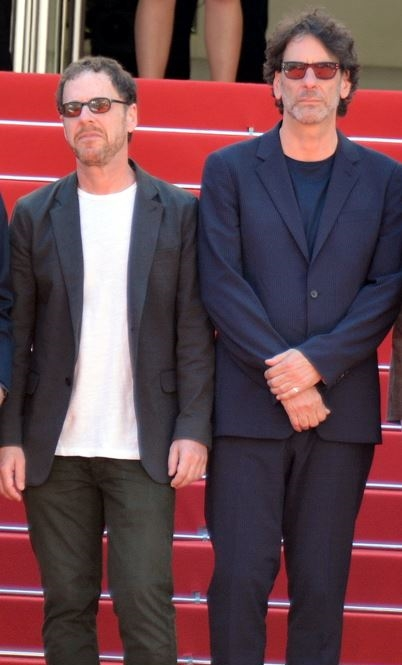
جوئل کوئن و ایتن کوئن در سال ۲۰۰۷ برای جایی برای پیرمردها نیست بردند.

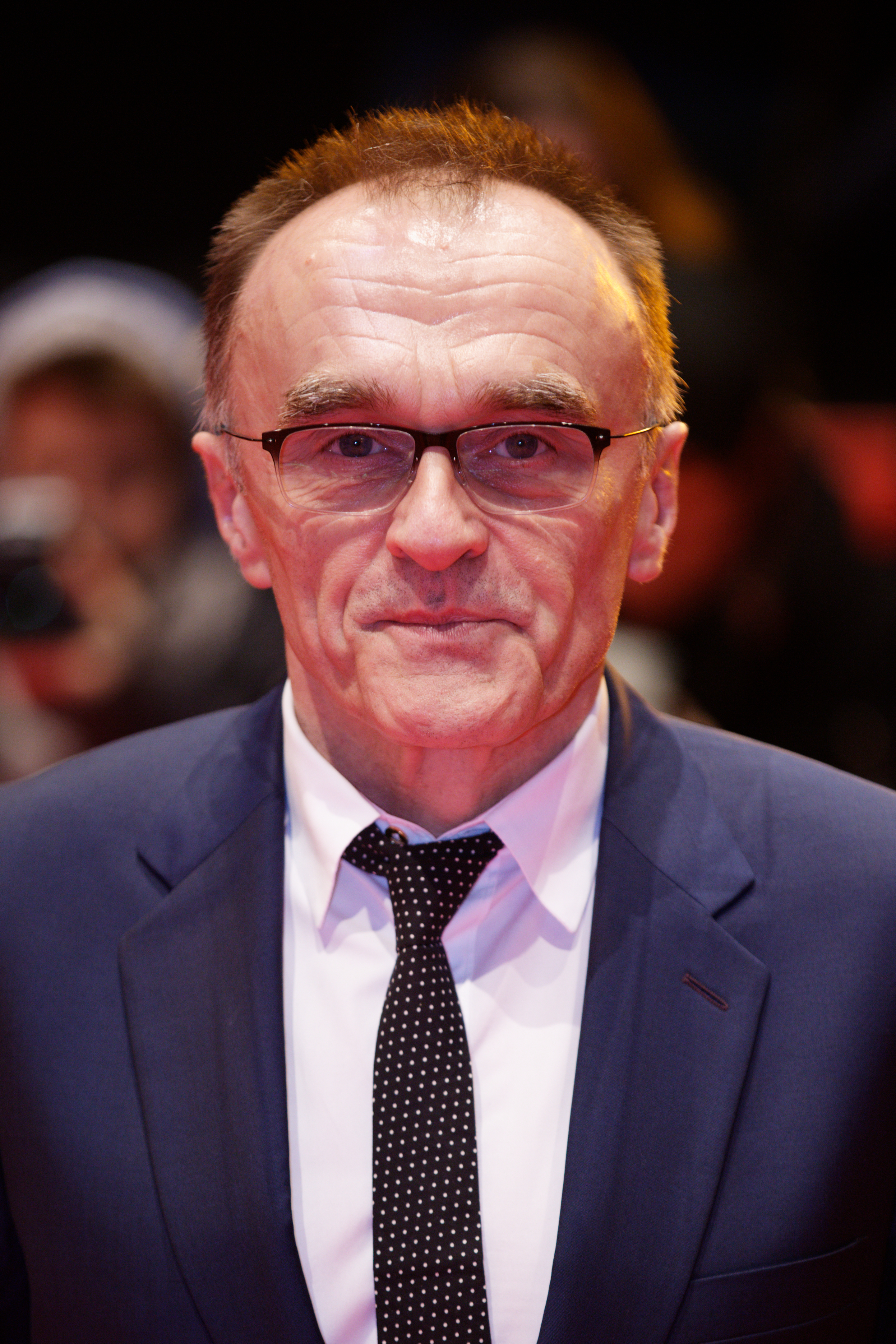
دنی بویل برای فیلم میلیونر زاغه‌نشین (۲۰۰۸) برد.

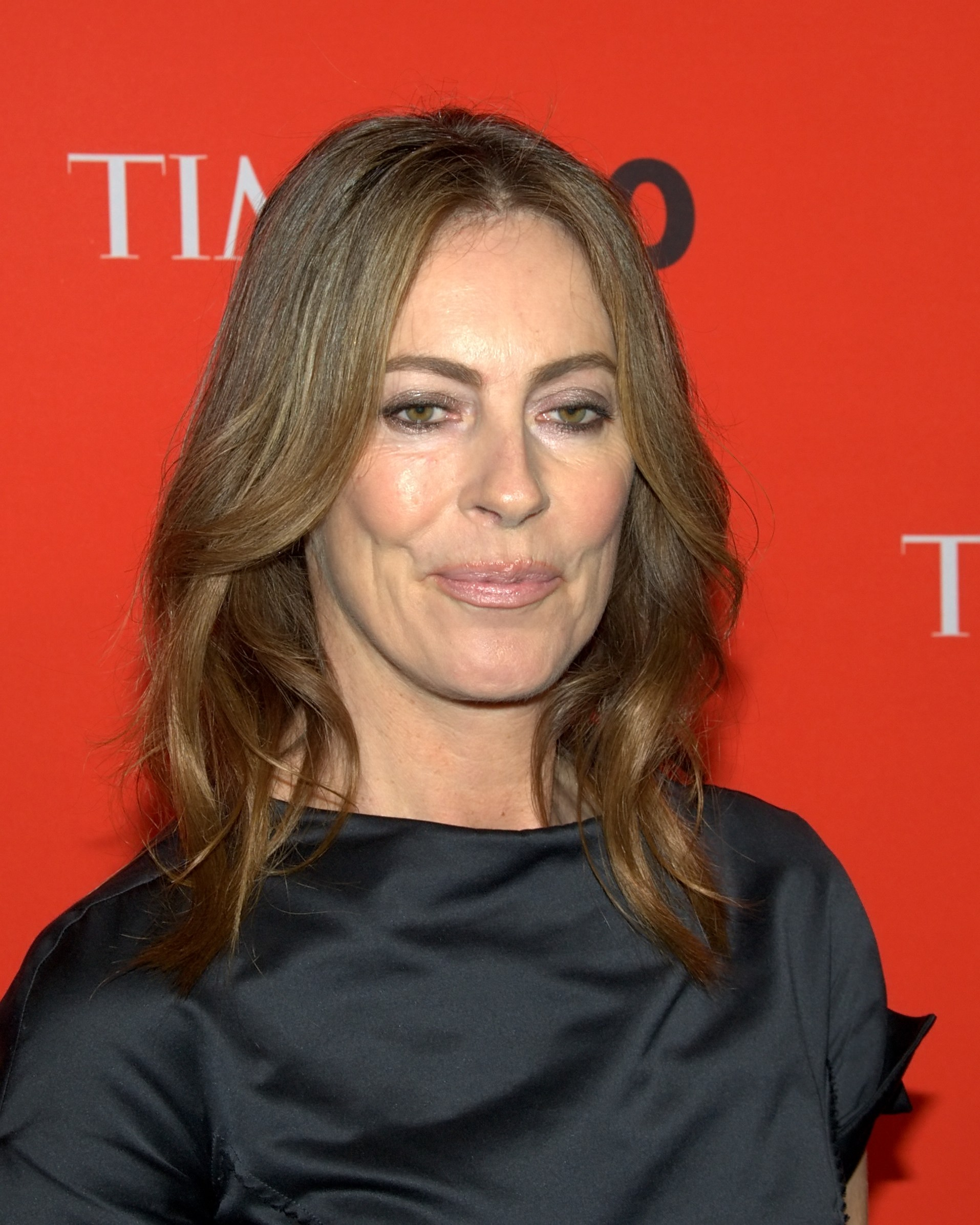
کاترین بیگلو اولین زنی است که موفق شده این جایزه را ببرد. او در سال ۲۰۰۹ به خاطر فیلم مهلکه برد.

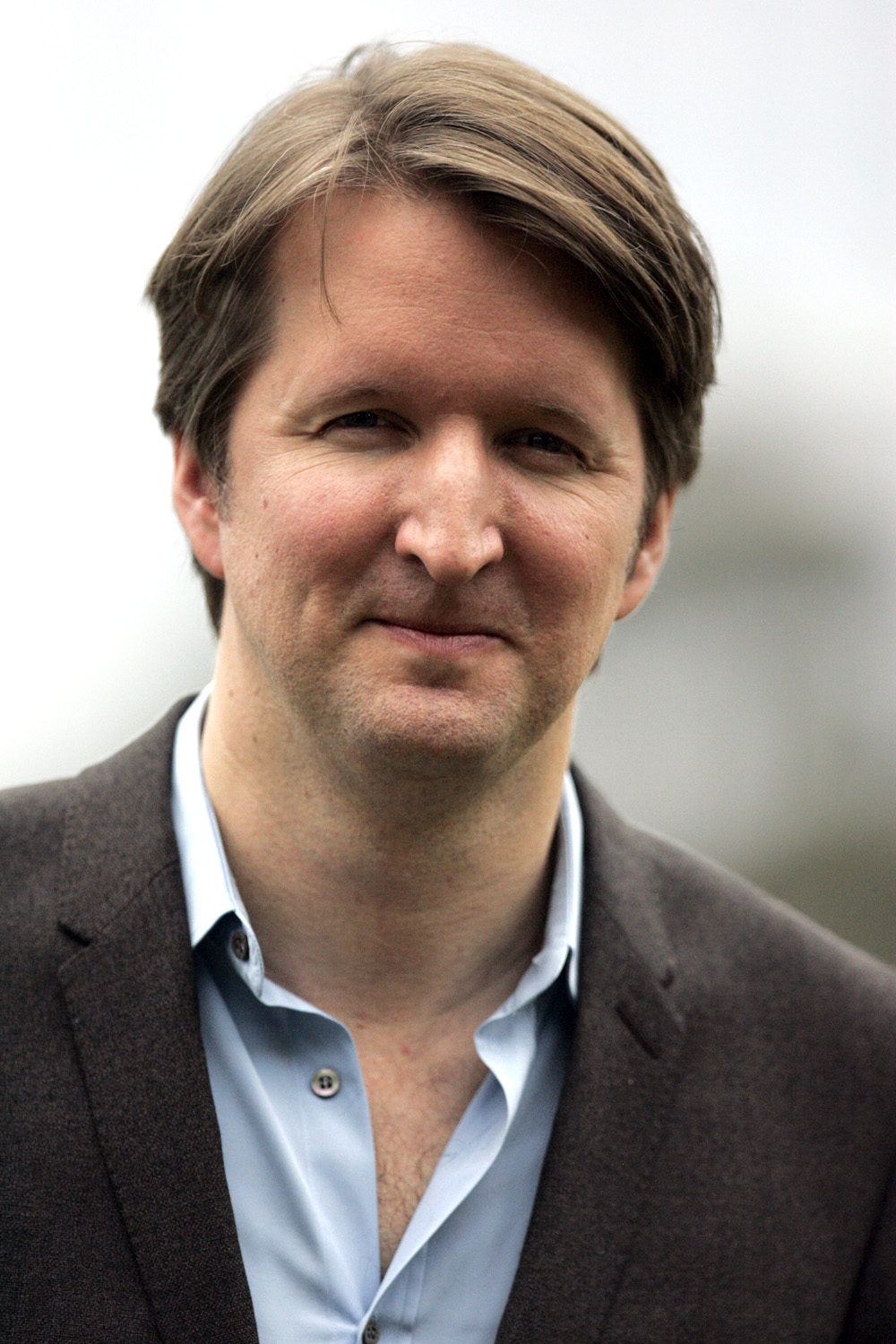
تام هوپر در سال ۲۰۱۰ برای سخنرانی پادشاه برد.

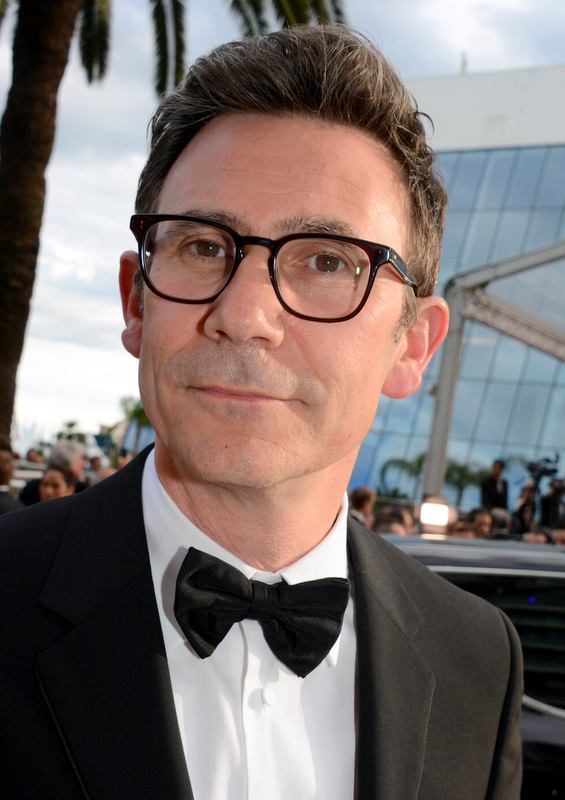
میشل آزاناویسوس اولین فرانسوی تاریخ می‌باشد که موفق شده جایزه اسکار بهترین کارگردانی را دریافت کند. او برای آرتیست (۲۰۱۱) برد.

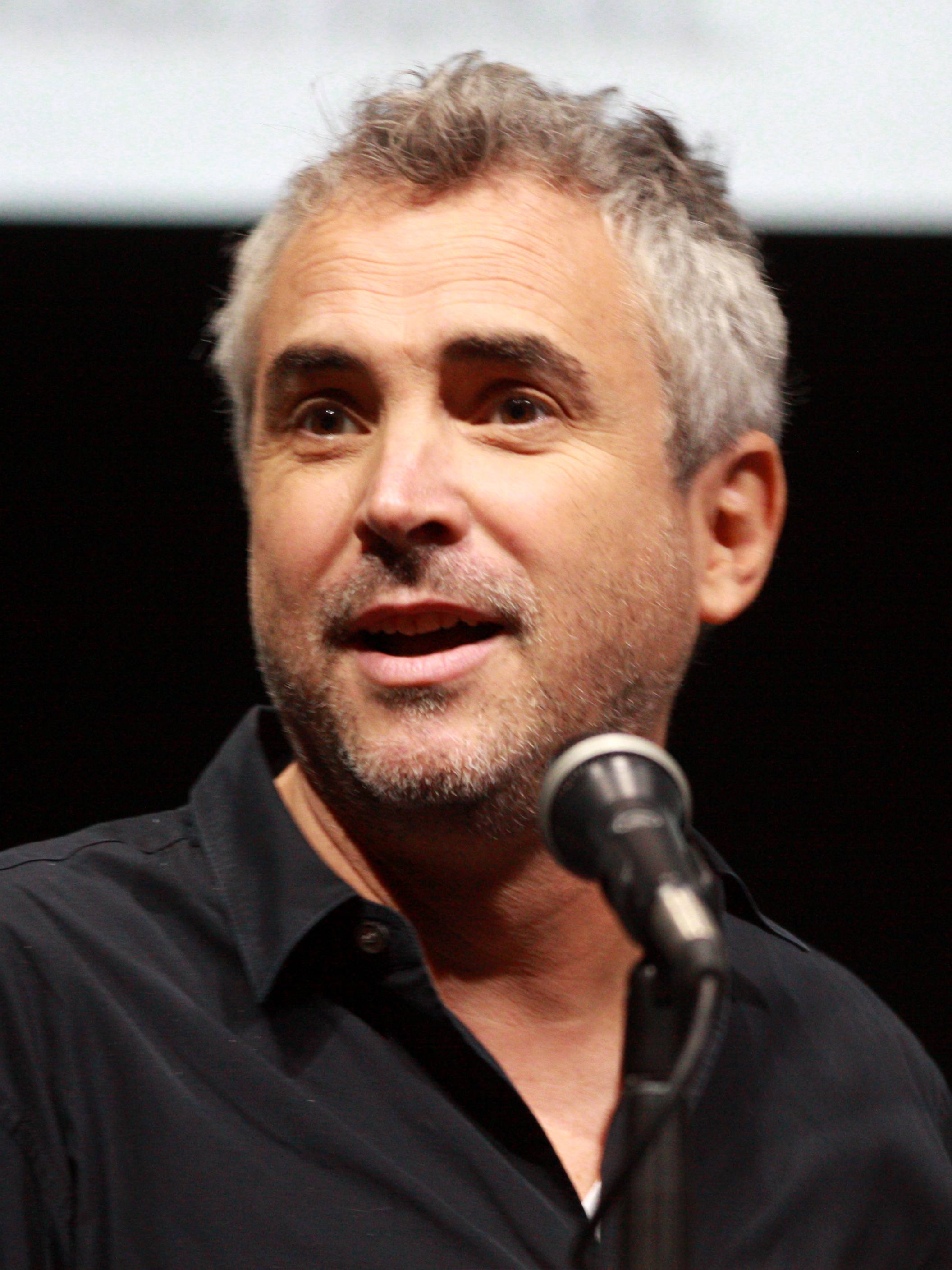
آلفونسو کوارون اولین کارگردان مکزیکی می‌باشد که این جایزه را دریافت کرده‌است. او دو بار به خاطر کارگردانی فیلم‌های جاذبه (۲۰۱۳) و رما (۲۰۱۸) موفق به کسب این عنوان شد.

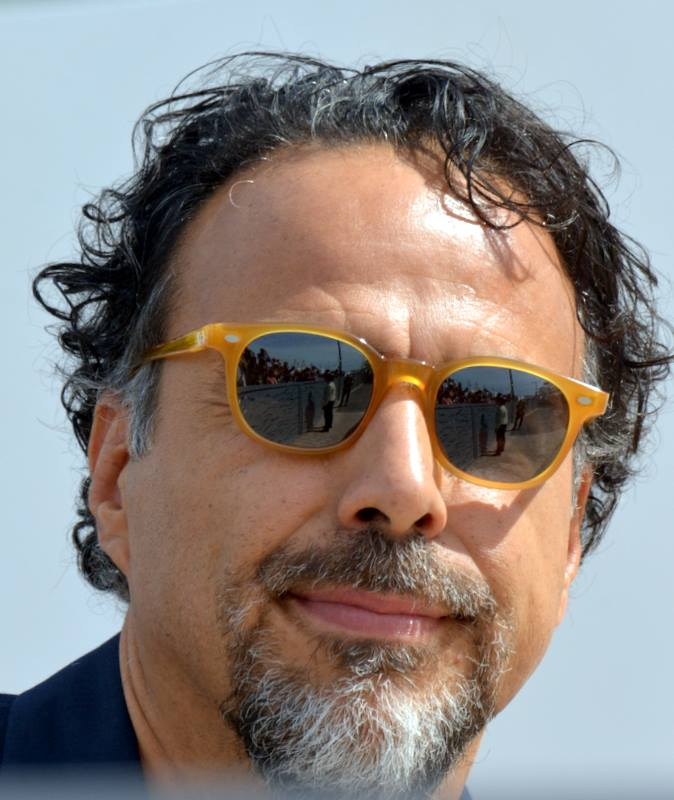
آلخاندرو گونزالز اینیاریتو با بردن این جایزه در سال‌های ۲۰۱۴ و ۲۰۱۵، به ترتیب برای فیلم‌های بردمن یا (فضیلت غیرمنتظرهٔ جهل) و بازگشته به اولین کارگرانی تبدیل شد که بعد از سال ۱۹۵۰ توانسته این جایزه را دو بار پشت هم دریافت کند.

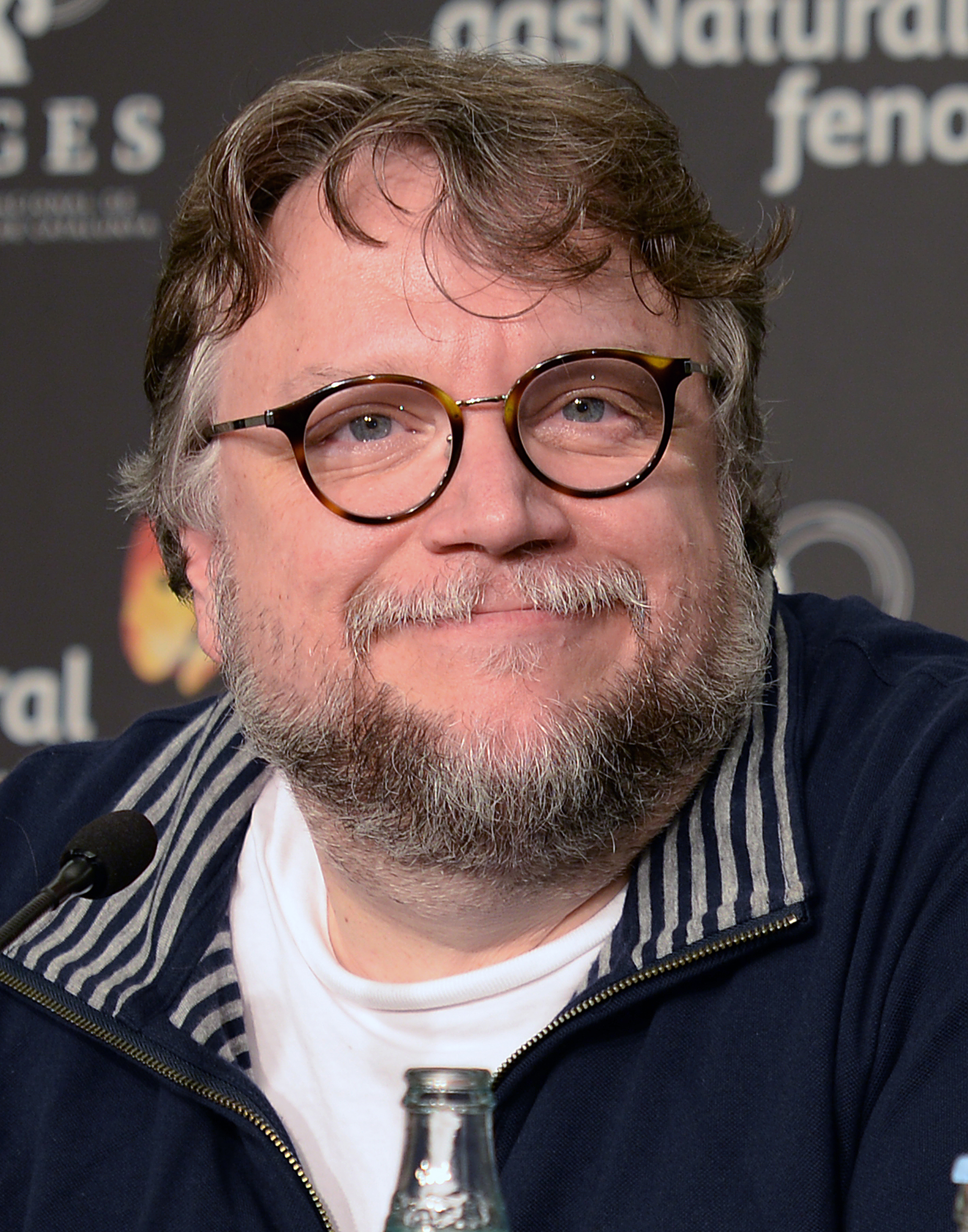
گی‌یرمو دل تورو به خاطر شکل آب (۲۰۱۷) این جایزه را کسب کرد.

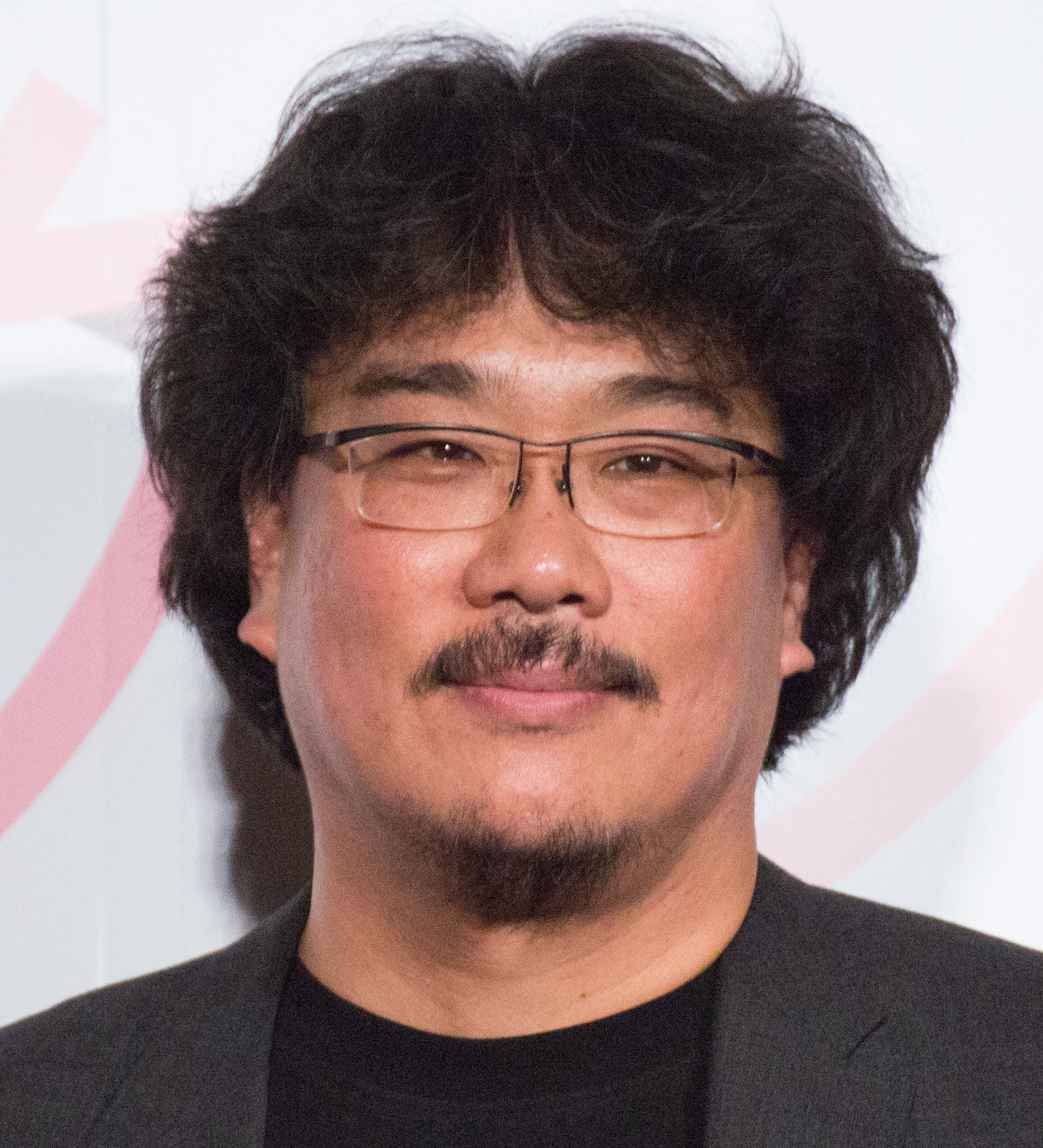
بونگ جون-هو به خاطر انگل (۲۰۱۹) این جایزه را کسب کرد. او اولین کارگردان اهل کره جنوبی می‌باشد که موفق به دریافت این جایزه شده است.

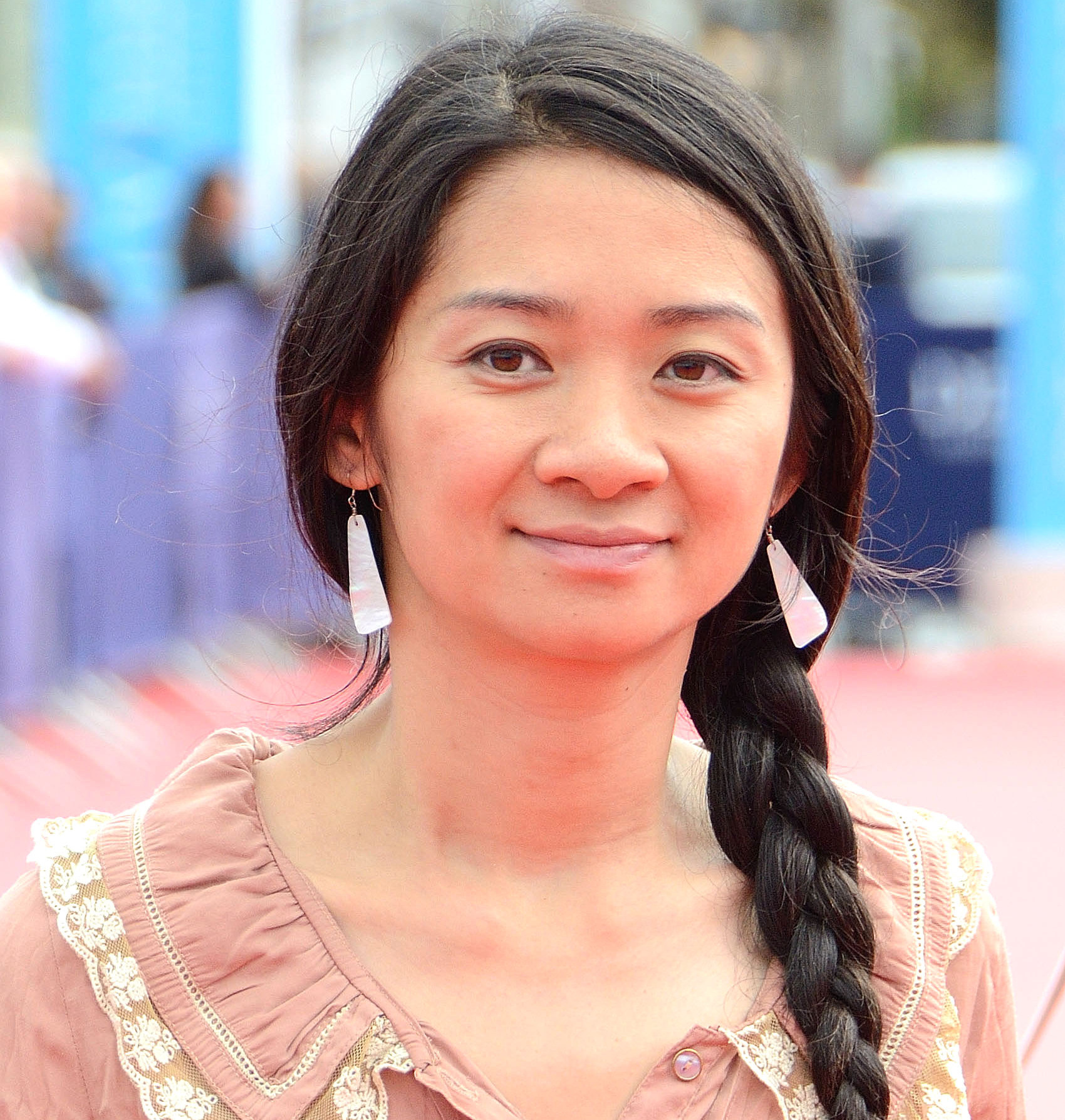
کلویی ژائو به خاطر سرزمین خانه‌به‌دوش‌ها (۲۰۲۰) این جایزه را کسب کرد. او اولین کارگردان زن رنگین پوستی می‌باشد که این جایزه را به خود به خانه برد.

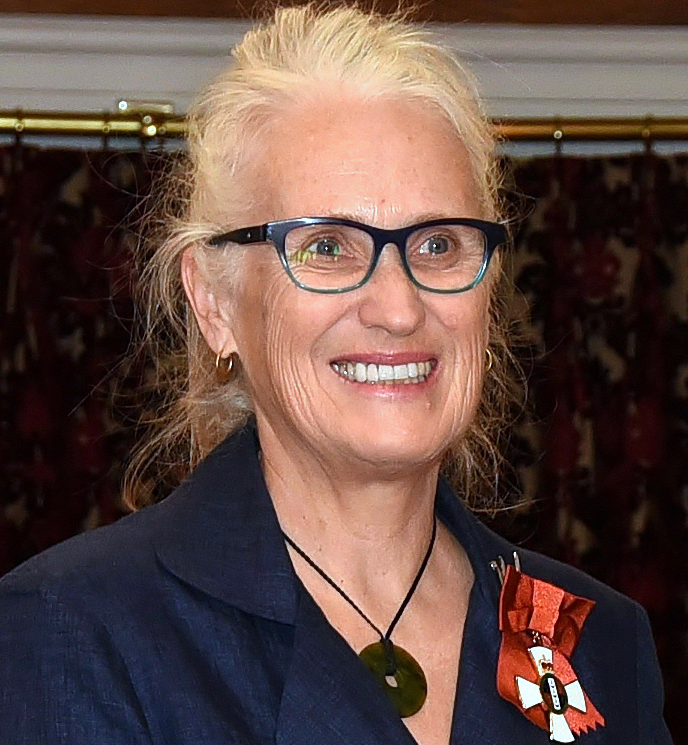
جین کمپیون به خاطر قدرت سگ (۲۰۲۱) این جایزه را دریافت کرد. او اولین کارگردان زنی است که دو بار نامزد این جایزه شده است.

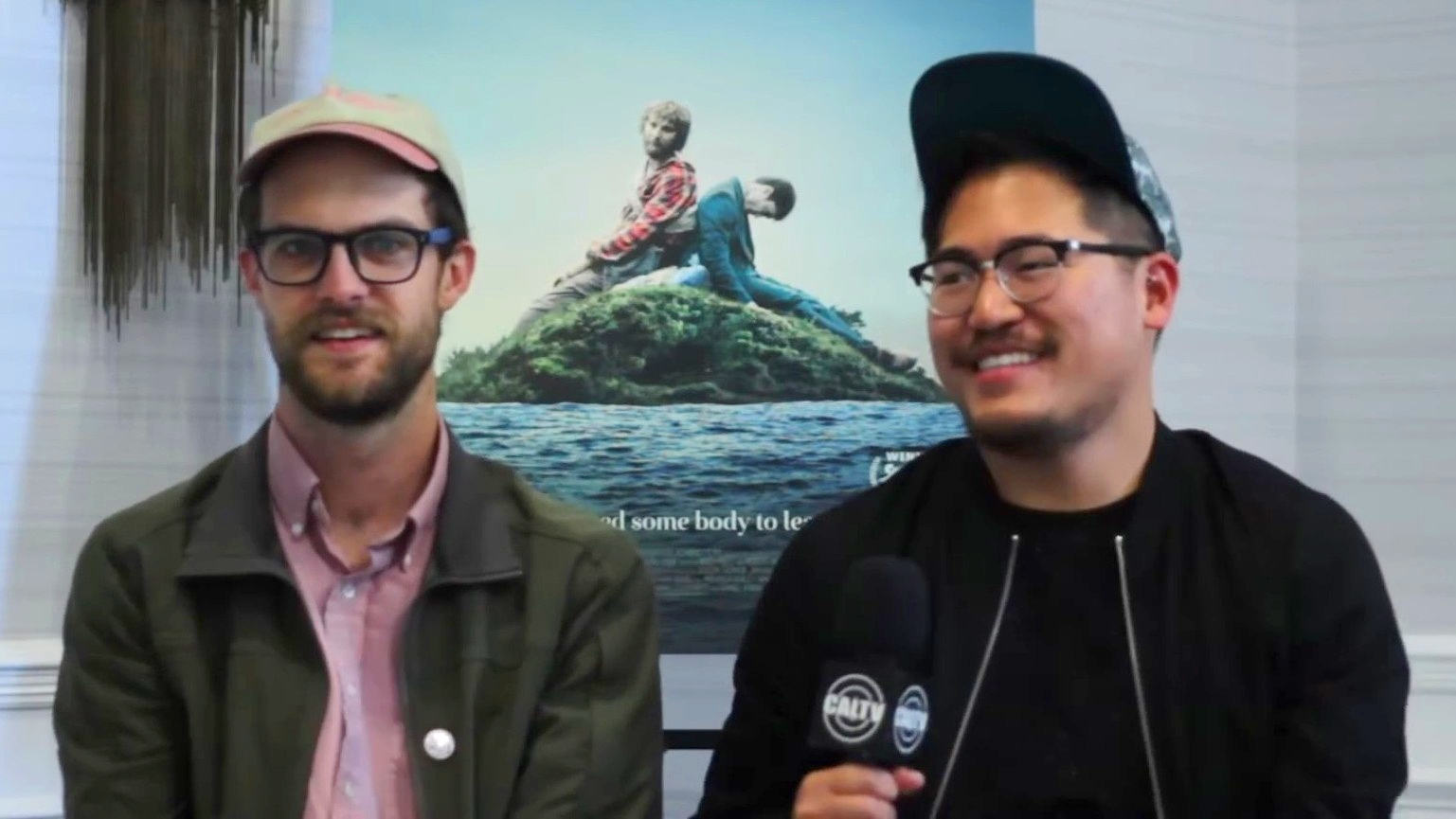
دنیل‌ها به خاطر همه‌چیز همه‌جا به یکباره (۲۰۲۲) این جایزه را دریافت کردند.

| سال             | کارگردان(ها)          | فیلم             | م.     |
| --------------- | --------------------- | ---------------- | ------ |
| دهه ۱۹۲۰        |                       |                  |        |
| ۱۹۲۷/۲۸ (اولین) | فرانک بورزیگی (درام)  | آسمان هفتم       | [ ۲ ]  |
| ۱۹۲۷/۲۸ (اولین) | هربرت برنون (درام)    | سورل و پسر       | [ ۲ ]  |
| ۱۹۲۷/۲۸ (اولین) | کینگ ویدور (درام)     | مردم عادی        | [ ۲ ]  |
| ۱۹۲۷/۲۸ (اولین) | لوئیس مایلستون (کمدی) | دو شوالیه عرب    | [ ۲ ]  |
| ۱۹۲۷/۲۸ (اولین) | تد وایلد (کمدی)       | سریع             | [ ۲ ]  |
| ۱۹۲۸/۲۹ (دومین) | فرانک لوید            | بانوی الهی       | [ ۱۶ ] |
| ۱۹۲۸/۲۹ (دومین) | لیونل باریمور         | مادام اکس        | [ ۱۶ ] |
| ۱۹۲۸/۲۹ (دومین) | هری بومونت            | نوای برادوی      | [ ۱۶ ] |
| ۱۹۲۸/۲۹ (دومین) | ارویمگ کامینگز        | در آریزونای قدیم | [ ۱۶ ] |
| ۱۹۲۸/۲۹ (دومین) | فرانک لوید            | کشیدن            | [ ۱۶ ] |
| ۱۹۲۸/۲۹ (دومین) | فرانک لوید            | رودخانه خسته     | [ ۱۶ ] |
| ۱۹۲۸/۲۹ (دومین) | ارنست لوبیچ           | میهن‌پرست         | [ ۱۶ ] |

### دهه ۱۹۳۰
| سال             | کارگردان(ها)       | فیلم                         | م.     |
| --------------- | ------------------ | ---------------------------- | ------ |
| دهه ۱۹۳۰        |                    |                              |        |
| ۱۹۲۹/۳۰ (سومین) | لوئیس مایلستون     | در جبهه غرب خبری نیست        | [ ۱۷ ] |
| ۱۹۲۹/۳۰ (سومین) | کلارنس براون       | آنا کریستی                   | [ ۱۷ ] |
| ۱۹۲۹/۳۰ (سومین) | کلارنس براون       | عشق                          | [ ۱۷ ] |
| ۱۹۲۹/۳۰ (سومین) | رابرت زی. لنرد     | زن مطلقه                     | [ ۱۷ ] |
| ۱۹۲۹/۳۰ (سومین) | ارنست لوبیچ        | جلوه عشق                     | [ ۱۷ ] |
| ۱۹۲۹/۳۰ (سومین) | کینگ ویدور         | تسبیح                        | [ ۱۷ ] |
| ۱۹۳۰/۳۱ (۴ام)   | نورمن تاروگ        | اسکیپی                       | [ ۱۸ ] |
| ۱۹۳۰/۳۱ (۴ام)   | کلارنس براون       | روح آزاد                     | [ ۱۸ ] |
| ۱۹۳۰/۳۱ (۴ام)   | لوئیس مایلستون     | سرمقاله                      | [ ۱۸ ] |
| ۱۹۳۰/۳۱ (۴ام)   | وسلی راگلز         | سیمارون                      | [ ۱۸ ] |
| ۱۹۳۰/۳۱ (۴ام)   | جوزف فون اشترنبرگ  | مراکش                        | [ ۱۸ ] |
| ۱۹۳۱/۳۲ (۵ام)   | فرانک بورزیگی      | دختر بد                      | [ ۱۹ ] |
| ۱۹۳۱/۳۲ (۵ام)   | کینگ ویدور         | قهرمان                       | [ ۱۹ ] |
| ۱۹۳۱/۳۲ (۵ام)   | جوزف فون اشترنبرگ  | قطار سریع‌السیر شانگهای       | [ ۱۹ ] |
| ۱۹۳۲/۳۳ (۶ام)   | فرانک لوید         | سواران                       | [ ۲۰ ] |
| ۱۹۳۲/۳۳ (۶ام)   | فرانک کاپرا        | خانمی برای یک روز            | [ ۲۰ ] |
| ۱۹۳۲/۳۳ (۶ام)   | جرج کیوکر          | زنان کوچک                    | [ ۲۰ ] |
| ۱۹۳۴ (۷ام)      | فرانک کاپرا        | در یک شب اتفاق افتاد         | [ ۲۱ ] |
| ۱۹۳۴ (۷ام)      | ویکتور شرتزینگر    | یک شب عشق                    | [ ۲۱ ] |
| ۱۹۳۴ (۷ام)      | دبلیو. اس. ون دایک | مرد لاغر                     | [ ۲۱ ] |
| ۱۹۳۵ (۸ام)      | جان فورد           | خبرچین                       | [ ۲۲ ] |
| ۱۹۳۵ (۸ام)      | هنری هاتاوی        | زندگی بنگال لانسر            | [ ۲۲ ] |
| ۱۹۳۵ (۸ام)      | فرانک لوید         | شورش در کشتی بونتی           | [ ۲۲ ] |
| ۱۹۳۶ (۹ام)      | فرانک کاپرا        | آقای دیدز به شهر می‌رود       | [ ۲۳ ] |
| ۱۹۳۶ (۹ام)      | گرگوری لا کاوا     | مرد من گادفری                | [ ۲۳ ] |
| ۱۹۳۶ (۹ام)      | رابرت زی. لنرد     | زیگفلد کبیر                  | [ ۲۳ ] |
| ۱۹۳۶ (۹ام)      | دبلیو. اس. ون دایک | سان فرانسیسکو                | [ ۲۳ ] |
| ۱۹۳۶ (۹ام)      | ویلیام وایلر       | دادزوورث                     | [ ۲۳ ] |
| ۱۹۳۷ (۱۰ام)     | لئو مک‌کری          | حقیقت تلخ                    | [ ۲۴ ] |
| ۱۹۳۷ (۱۰ام)     | ویلیام دیترله      | زندگی امیل زولا              | [ ۲۴ ] |
| ۱۹۳۷ (۱۰ام)     | سیدنی فرانکلین     | خاک خوب                      | [ ۲۴ ] |
| ۱۹۳۷ (۱۰ام)     | گرگوری لا کاوا     | در صحنه                      | [ ۲۴ ] |
| ۱۹۳۷ (۱۰ام)     | ویلیام ولمن        | ستاره‌ای متولد شده‌است         | [ ۲۴ ] |
| ۱۹۳۸ (۱۱ام)     | فرانک کاپرا        | نمی‌توانی این را با خودت ببری | [ ۲۵ ] |
| ۱۹۳۸ (۱۱ام)     | مایکل کورتیز       | فرشتگانی با چهره‌های زشت      | [ ۲۵ ] |
| ۱۹۳۸ (۱۱ام)     | مایکل کورتیز       | چهار دختر                    | [ ۲۵ ] |
| ۱۹۳۸ (۱۱ام)     | نورمن تاروگ        | شهرک پسرها                   | [ ۲۵ ] |
| ۱۹۳۸ (۱۱ام)     | کینگ ویدور         | دژ                           | [ ۲۵ ] |
| ۱۹۳۹ (۱۲ام)     | ویکتور فلمینگ      | بر باد رفته                  | [ ۲۶ ] |
| ۱۹۳۹ (۱۲ام)     | فرانک کاپرا        | آقای اسمیت به واشینگتن می‌رود | [ ۲۶ ] |
| ۱۹۳۹ (۱۲ام)     | جان فورد           | دلیجان                       | [ ۲۶ ] |
| ۱۹۳۹ (۱۲ام)     | سم وود             | خداحافظ، آقای چیپس           | [ ۲۶ ] |
| ۱۹۳۹ (۱۲ام)     | ویلیام وایلر       | بلندی‌های بادگیر              | [ ۲۶ ] |

### دهه ۱۹۴۰
| سال         | کارگردان(ها)      | فیلم                   | م.     |
| ----------- | ----------------- | ---------------------- | ------ |
| دهه ۱۹۴۰    |                   |                        |        |
| ۱۹۴۰ (۱۳ام) | جان فورد          | خوشه‌های خشم            | [ ۲۷ ] |
| ۱۹۴۰ (۱۳ام) | جرج کیوکر         | داستان فیلادلفیا       | [ ۲۷ ] |
| ۱۹۴۰ (۱۳ام) | آلفرد هیچکاک      | ربکا                   | [ ۲۷ ] |
| ۱۹۴۰ (۱۳ام) | سم وود            | کیتی فویل              | [ ۲۷ ] |
| ۱۹۴۰ (۱۳ام) | ویلیام وایلر      | نامه                   | [ ۲۷ ] |
| ۱۹۴۱ (۱۴ام) | جان فورد          | دره من چه سرسبز بود    | [ ۲۸ ] |
| ۱۹۴۱ (۱۴ام) | الکساندر هال      | آقای جردن وارد می‌شود   | [ ۲۸ ] |
| ۱۹۴۱ (۱۴ام) | هاوارد هاکس       | گروهبان یورک           | [ ۲۸ ] |
| ۱۹۴۱ (۱۴ام) | اورسن ولز         | همشهری کین             | [ ۲۸ ] |
| ۱۹۴۱ (۱۴ام) | ویلیام وایلر      | روباه‌های کوچک          | [ ۲۸ ] |
| ۱۹۴۲ (۱۵ام) | ویلیام وایلر      | خانم مینی‌ور            | [ ۲۹ ] |
| ۱۹۴۲ (۱۵ام) | مایکل کورتیز      | احمق آمریکایی خوش‌تیپ   | [ ۲۹ ] |
| ۱۹۴۲ (۱۵ام) | جان فارو          | جزیره بیداری           | [ ۲۹ ] |
| ۱۹۴۲ (۱۵ام) | مروین لیروی       | برداشت محصول تصادفی    | [ ۲۹ ] |
| ۱۹۴۲ (۱۵ام) | سم وود            | ردیف پادشاهان          | [ ۲۹ ] |
| ۱۹۴۳ (۱۶ام) | مایکل کورتیز      | کازابلانکا             | [ ۳۰ ] |
| ۱۹۴۳ (۱۶ام) | کلارنس براون      | کمدی انسانی            | [ ۳۰ ] |
| ۱۹۴۳ (۱۶ام) | هنری کینگ         | آوای برنادت            | [ ۳۰ ] |
| ۱۹۴۳ (۱۶ام) | ارنست لوبیچ       | بهشت می‌تونه صبر کنه    | [ ۳۰ ] |
| ۱۹۴۳ (۱۶ام) | جرج استیونس       | هرچه بیشتر، خوشحال‌تر   | [ ۳۰ ] |
| ۱۹۴۴ (۱۷ام) | لئو مک‌کری         | به راه خود می‌روم       | [ ۳۱ ] |
| ۱۹۴۴ (۱۷ام) | آلفرد هیچکاک      | قایق نجات              | [ ۳۱ ] |
| ۱۹۴۴ (۱۷ام) | هنری کینگ         | ویلسون                 | [ ۳۱ ] |
| ۱۹۴۴ (۱۷ام) | اتو پرمینجر       | لورا                   | [ ۳۱ ] |
| ۱۹۴۴ (۱۷ام) | بیلی وایلدر       | غرامت مضاعف            | [ ۳۱ ] |
| ۱۹۴۵ (۱۸ام) | بیلی وایلدر       | تعطیلی ازدست‌رفته       | [ ۳۲ ] |
| ۱۹۴۵ (۱۸ام) | کلارنس براون      | ولوت ملی               | [ ۳۲ ] |
| ۱۹۴۵ (۱۸ام) | آلفرد هیچکاک      | طلسم‌شده                | [ ۳۲ ] |
| ۱۹۴۵ (۱۸ام) | لئو مک‌کری         | زنگ‌های سنت ماری        | [ ۳۲ ] |
| ۱۹۴۵ (۱۸ام) | ژان رنوار         | جنوبی                  | [ ۳۲ ] |
| ۱۹۴۶ (۱۹ام) | ویلیام وایلر      | بهترین سال‌های زندگی ما | [ ۳۳ ] |
| ۱۹۴۶ (۱۹ام) | کلارنس براون      | یک سالگی               | [ ۳۳ ] |
| ۱۹۴۶ (۱۹ام) | فرانک کاپرا       | چه زندگی شگفت‌انگیزی    | [ ۳۳ ] |
| ۱۹۴۶ (۱۹ام) | دیوید لین         | تماس کوتاه             | [ ۳۳ ] |
| ۱۹۴۶ (۱۹ام) | روبرت زیودماک     | آدمکش‌ها                | [ ۳۳ ] |
| ۱۹۴۷ (۲۰ام) | الیا کازان        | قرارداد شرافتمندانه    | [ ۳۴ ] |
| ۱۹۴۷ (۲۰ام) | جرج کیوکر         | زندگی دوم              | [ ۳۴ ] |
| ۱۹۴۷ (۲۰ام) | ادوارد دمیتریک    | در خط آتش              | [ ۳۴ ] |
| ۱۹۴۷ (۲۰ام) | هنری کاستر        | زن اسقف                | [ ۳۴ ] |
| ۱۹۴۷ (۲۰ام) | دیوید لین         | آرزوهای بزرگ           | [ ۳۴ ] |
| ۱۹۴۸ (۲۱ام) | جان هیوستون       | گنج‌های سیرا مادره      | [ ۳۵ ] |
| ۱۹۴۸ (۲۱ام) | آناتول لیتواک     | گودال مار              | [ ۳۵ ] |
| ۱۹۴۸ (۲۱ام) | ژان نگولسکو       | جانی بلیندا            | [ ۳۵ ] |
| ۱۹۴۸ (۲۱ام) | لارنس الیویه      | هملت                   | [ ۳۵ ] |
| ۱۹۴۸ (۲۱ام) | فرد زینمان        | جستجو                  | [ ۳۵ ] |
| ۱۹۴۹ (۲۲ام) | جوزف ال. منکیه‌ویچ | نامه‌ای به سه همسر      | [ ۳۶ ] |
| ۱۹۴۹ (۲۲ام) | کارول رید         | بت افتاده              | [ ۳۶ ] |
| ۱۹۴۹ (۲۲ام) | رابرت راسن        | تمام مردان شاه         | [ ۳۶ ] |
| ۱۹۴۹ (۲۲ام) | ویلیام ولمن       | میدان جنگ              | [ ۳۶ ] |
| ۱۹۴۹ (۲۲ام) | ویلیام وایلر      | وارثه                  | [ ۳۶ ] |

### دهه ۱۹۵۰
| سال         | کارگردان(ها)      | فیلم                    | م.     |
| ----------- | ----------------- | ----------------------- | ------ |
| دهه ۱۹۵۰    |                   |                         |        |
| ۱۹۵۰ (۲۳ام) | جوزف ال. منکیه‌ویچ | همه چیز درباره ایو      | [ ۳۷ ] |
| ۱۹۵۰ (۲۳ام) | جرج کیوکر         | چشم و گوش بسته          | [ ۳۷ ] |
| ۱۹۵۰ (۲۳ام) | جان هیوستون       | جنگل آسفالت             | [ ۳۷ ] |
| ۱۹۵۰ (۲۳ام) | کارول رید         | مرد سوم                 | [ ۳۷ ] |
| ۱۹۵۰ (۲۳ام) | بیلی وایلدر       | سان‌ست بلوار             | [ ۳۷ ] |
| ۱۹۵۱ (۲۴ام) | جرج استیونس       | موقعیت مطلوب برای ترقی  | [ ۳۸ ] |
| ۱۹۵۱ (۲۴ام) | جان هیوستون       | قایق آفریکن کویین       | [ ۳۸ ] |
| ۱۹۵۱ (۲۴ام) | الیا کازان        | اتوبوسی به نام هوس      | [ ۳۸ ] |
| ۱۹۵۱ (۲۴ام) | وینسنت مینلی      | یک آمریکایی در پاریس    | [ ۳۸ ] |
| ۱۹۵۱ (۲۴ام) | ویلیام وایلر      | داستان بازرس            | [ ۳۸ ] |
| ۱۹۵۲ (۲۵ام) | جان فورد          | مرد آرام                | [ ۳۹ ] |
| ۱۹۵۲ (۲۵ام) | سیسیل ب دومیل     | بزرگ‌ترین نمایش روی زمین | [ ۳۹ ] |
| ۱۹۵۲ (۲۵ام) | جان هیوستون       | مولن روژ                | [ ۳۹ ] |
| ۱۹۵۲ (۲۵ام) | جوزف ال. منکیه‌ویچ | ۵ انگشت                 | [ ۳۹ ] |
| ۱۹۵۲ (۲۵ام) | فرد زینمان        | نیمروز                  | [ ۳۹ ] |
| ۱۹۵۳ (۲۶ام) | فرد زینمان        | از اینجا تا ابدیت       | [ ۴۰ ] |
| ۱۹۵۳ (۲۶ام) | جرج استیونس       | شین                     | [ ۴۰ ] |
| ۱۹۵۳ (۲۶ام) | چارلز والترز      | لیلی                    | [ ۴۰ ] |
| ۱۹۵۳ (۲۶ام) | بیلی وایلدر       | بازداشتگاه شماره ۱۷     | [ ۴۰ ] |
| ۱۹۵۳ (۲۶ام) | ویلیام وایلر      | تعطیلات در رم           | [ ۴۰ ] |
| ۱۹۵۴ (۲۷ام) | الیا کازان        | در بارانداز             | [ ۴۱ ] |
| ۱۹۵۴ (۲۷ام) | آلفرد هیچکاک      | پنجره پشتی              | [ ۴۱ ] |
| ۱۹۵۴ (۲۷ام) | جرج سیتون         | دختر روستایی            | [ ۴۱ ] |
| ۱۹۵۴ (۲۷ام) | ویلیام ولمن       | متکبرها                 | [ ۴۱ ] |
| ۱۹۵۴ (۲۷ام) | بیلی وایلدر       | سابرینا                 | [ ۴۱ ] |
| ۱۹۵۵ (۲۸ام) | دلبرت من          | مارتی                   | [ ۴۲ ] |
| ۱۹۵۵ (۲۸ام) | الیا کازان        | شرق بهشت                | [ ۴۲ ] |
| ۱۹۵۵ (۲۸ام) | دیوید لین         | ساعت تابستانی           | [ ۴۲ ] |
| ۱۹۵۵ (۲۸ام) | جاشوا لوگن        | پیک‌نیک                  | [ ۴۲ ] |
| ۱۹۵۵ (۲۸ام) | جان استرجز        | روز بد در بلک راک       | [ ۴۲ ] |
| ۱۹۵۶        | جرج استیونس       | غول                     | [ ۴۳ ] |
| ۱۹۵۶        | مایکل اندرسون     | دور دنیا در هشتاد روز   | [ ۴۳ ] |
| ۱۹۵۶        | والتر لنگ         | پادشاه و من             | [ ۴۳ ] |
| ۱۹۵۶        | کینگ ویدور        | جنگ و صلح               | [ ۴۳ ] |
| ۱۹۵۶        | ویلیام وایلر      | ترغیب دوستانه           | [ ۴۳ ] |
| ۱۹۵۷ (۳۰ام) | دیوید لین         | پل رودخانه کوای         | [ ۴۴ ] |
| ۱۹۵۷ (۳۰ام) | جاشوا لوگن        | سایونارا                | [ ۴۴ ] |
| ۱۹۵۷ (۳۰ام) | سیدنی لومت        | ۱۲ مرد خشمگین           | [ ۴۴ ] |
| ۱۹۵۷ (۳۰ام) | مارک رابسون       | پیتون پلیس              | [ ۴۴ ] |
| ۱۹۵۷ (۳۰ام) | بیلی وایلدر       | شاهدی برای تعقیب        | [ ۴۴ ] |
| ۱۹۵۸ (۳۱ام) | وینسنت مینلی      | ژی‌ژی                    | [ ۴۵ ] |
| ۱۹۵۸ (۳۱ام) | ریچارد بروکس      | گربه روی شیروانی داغ    | [ ۴۵ ] |
| ۱۹۵۸ (۳۱ام) | استنلی کریمر      | ستیزه‌جویان              | [ ۴۵ ] |
| ۱۹۵۸ (۳۱ام) | مارک رابسون       | مسافرخانهٔ ششمین خوشبختی | [ ۴۵ ] |
| ۱۹۵۸ (۳۱ام) | رابرت وایز        | می‌خواهم زنده بمانم!     | [ ۴۵ ] |
| ۱۹۵۹ (۳۲ام) | ویلیام وایلر      | بن هور                  | [ ۴۶ ] |
| ۱۹۵۹ (۳۲ام) | جک کلیتن          | فرصتی برای پیشرفت       | [ ۴۶ ] |
| ۱۹۵۹ (۳۲ام) | جرج استیونس       | خاطرات آنه فرانک        | [ ۴۶ ] |
| ۱۹۵۹ (۳۲ام) | بیلی وایلدر       | بعضی‌ها داغشو دوست دارن  | [ ۴۶ ] |
| ۱۹۵۹ (۳۲ام) | فرد زینمان        | داستان راهبه            | [ ۴۶ ] |

### دهه ۱۹۶۰
| سال         | کارگردان(ها)             | فیلم                            | م.     |
| ----------- | ------------------------ | ------------------------------- | ------ |
| دهه ۱۹۶۰    |                          |                                 |        |
| ۱۹۶۰ (۳۳ام) | بیلی وایلدر              | آپارتمان                        | [ ۴۷ ] |
| ۱۹۶۰ (۳۳ام) | جک کاردیف                | پسران و عشاق                    | [ ۴۷ ] |
| ۱۹۶۰ (۳۳ام) | ژول داسن                 | یکشنبه‌ها هرگز                   | [ ۴۷ ] |
| ۱۹۶۰ (۳۳ام) | آلفرد هیچکاک             | روانی                           | [ ۴۷ ] |
| ۱۹۶۰ (۳۳ام) | فرد زینمان               | کوچ‌نشین‌ها                       | [ ۴۷ ] |
| ۱۹۶۱ (۳۴ام) | رابرت وایز · جروم رابینز | داستان وست ساید                 | [ ۴۸ ] |
| ۱۹۶۱ (۳۴ام) | فدریکو فلینی             | زندگی شیرین                     | [ ۴۸ ] |
| ۱۹۶۱ (۳۴ام) | استنلی کریمر             | محاکمه در نورنبرگ               | [ ۴۸ ] |
| ۱۹۶۱ (۳۴ام) | رابرت راسن               | بیلیاردباز                      | [ ۴۸ ] |
| ۱۹۶۱ (۳۴ام) | جی. لی تامپسون           | توپ‌های ناوارون                  | [ ۴۸ ] |
| ۱۹۶۲ (۳۵ام) | دیوید لین                | لورنس عربستان                   | [ ۴۹ ] |
| ۱۹۶۲ (۳۵ام) | پیترو جرمی               | طلاق به سبک ایتالیایی           | [ ۴۹ ] |
| ۱۹۶۲ (۳۵ام) | رابرت مالیگن             | کشتن مرغ مقلد                   | [ ۴۹ ] |
| ۱۹۶۲ (۳۵ام) | آرتور پن                 | معجزه‌گر                         | [ ۴۹ ] |
| ۱۹۶۲ (۳۵ام) | فرانک پری                | دیوید و لیزا                    | [ ۴۹ ] |
| ۱۹۶۳ (۳۶ام) | تونی ریچاردسون           | تام جونز                        | [ ۵۰ ] |
| ۱۹۶۳ (۳۶ام) | فدریکو فلینی             | ۱/۲ ۸                           | [ ۵۰ ] |
| ۱۹۶۳ (۳۶ام) | الیا کازان               | آمریکا، آمریکا                  | [ ۵۰ ] |
| ۱۹۶۳ (۳۶ام) | اتو پرمینجر              | کاردینال                        | [ ۵۰ ] |
| ۱۹۶۳ (۳۶ام) | مارتین ریت               | هاد                             | [ ۵۰ ] |
| ۱۹۶۴ (۳۷ام) | جرج کیوکر                | بانوی زیبای من                  | [ ۵۱ ] |
| ۱۹۶۴ (۳۷ام) | مایکل کاکویانیس          | زوربای یونانی                   | [ ۵۱ ] |
| ۱۹۶۴ (۳۷ام) | پیتر گلنویل              | بکیت                            | [ ۵۱ ] |
| ۱۹۶۴ (۳۷ام) | استنلی کوبریک            | دکتر استرنجلاو                  | [ ۵۱ ] |
| ۱۹۶۴ (۳۷ام) | رابرت استیونسون          | مری پاپینز                      | [ ۵۱ ] |
| ۱۹۶۵ (۳۸ام) | رابرت وایز               | اشک‌ها و لبخندها                 | [ ۵۲ ] |
| ۱۹۶۵ (۳۸ام) | دیوید لین                | دکتر ژیواگو                     | [ ۵۲ ] |
| ۱۹۶۵ (۳۸ام) | جان شلزینجر              | عزیز                            | [ ۵۲ ] |
| ۱۹۶۵ (۳۸ام) | تشیگاهارا هیروشی         | زن در ریگ روان                  | [ ۵۲ ] |
| ۱۹۶۵ (۳۸ام) | ویلیام وایلر             | گردآورنده                       | [ ۵۲ ] |
| ۱۹۶۶ (۳۹ام) | فرد زینمان               | مردی برای تمام فصول             | [ ۵۳ ] |
| ۱۹۶۶ (۳۹ام) | میکل‌آنجلو آنتونیونی      | آگراندیسمان                     | [ ۵۳ ] |
| ۱۹۶۶ (۳۹ام) | ریچارد بروکس             | حرفه‌ای‌ها                        | [ ۵۳ ] |
| ۱۹۶۶ (۳۹ام) | کلود للوش                | یک مرد و یک زن                  | [ ۵۳ ] |
| ۱۹۶۶ (۳۹ام) | مایک نیکولز              | چه کسی از ویرجینیا وولف می‌ترسد؟ | [ ۵۳ ] |
| ۱۹۶۷ (۴۰ام) | مایک نیکولز              | فارغ‌التحصیل                     | [ ۵۴ ] |
| ۱۹۶۷ (۴۰ام) | ریچارد بروکس             | در کمال خونسردی                 | [ ۵۴ ] |
| ۱۹۶۷ (۴۰ام) | نورمن جویسون             | در گرمای شب                     | [ ۵۴ ] |
| ۱۹۶۷ (۴۰ام) | استنلی کریمر             | حدس بزن چه کسی برای شام می‌آید   | [ ۵۴ ] |
| ۱۹۶۷ (۴۰ام) | آرتور پن                 | بانی و کلاید                    | [ ۵۴ ] |
| ۱۹۶۸ (۴۱ام) | کارول رید                | اولیور!                         | [ ۵۵ ] |
| ۱۹۶۸ (۴۱ام) | آنتونی هاروی             | شیر در زمستان                   | [ ۵۵ ] |
| ۱۹۶۸ (۴۱ام) | استنلی کوبریک            | ۲۰۰۱: ادیسه فضایی               | [ ۵۵ ] |
| ۱۹۶۸ (۴۱ام) | جیلو پونته‌کوروو          | نبرد الجزیره                    | [ ۵۵ ] |
| ۱۹۶۸ (۴۱ام) | فرانکو زفیرلی            | رومئو و ژولیت                   | [ ۵۵ ] |
| ۱۹۶۹ (۴۲ام) | جان شلزینجر              | کابوی نیمه‌شب                    | [ ۵۶ ] |
| ۱۹۶۹ (۴۲ام) | کوستا گاوراس             | زد                              | [ ۵۶ ] |
| ۱۹۶۹ (۴۲ام) | جرج روی هیل              | بوچ کسیدی و ساندنس کید          | [ ۵۶ ] |
| ۱۹۶۹ (۴۲ام) | آرتور پن                 | رستوران آلیس                    | [ ۵۶ ] |
| ۱۹۶۹ (۴۲ام) | سیدنی پولاک              | مگر آنها اسب‌ها را خلاص نمی‌کنند؟ | [ ۵۶ ] |

### دهه ۱۹۷۰
| سال         | کارگردان(ها)          | فیلم                    | م.     |
| ----------- | --------------------- | ----------------------- | ------ |
| دهه ۱۹۷۰    |                       |                         |        |
| ۱۹۷۰ (۴۳ام) | فرانکلین جی شافنر     | پاتون                   | [ ۵۷ ] |
| ۱۹۷۰ (۴۳ام) | رابرت آلتمن           | مش                      | [ ۵۷ ] |
| ۱۹۷۰ (۴۳ام) | فدریکو فلینی          | ستیریکون                | [ ۵۷ ] |
| ۱۹۷۰ (۴۳ام) | آرتور هیلر            | داستان عشق              | [ ۵۷ ] |
| ۱۹۷۰ (۴۳ام) | کن راسل               | زنان عاشق               | [ ۵۷ ] |
| ۱۹۷۱ (۴۴ام) | ویلیام فریدکین        | ارتباط فرانسوی          | [ ۵۸ ] |
| ۱۹۷۱ (۴۴ام) | پیتر بوگدانوویچ       | آخرین نمایش فیلم        | [ ۵۸ ] |
| ۱۹۷۱ (۴۴ام) | نورمن جویسون          | ویولون‌زن روی بام        | [ ۵۸ ] |
| ۱۹۷۱ (۴۴ام) | استنلی کوبریک         | پرتقال کوکی             | [ ۵۸ ] |
| ۱۹۷۱ (۴۴ام) | جان شلزینجر           | یکشنبه خونین یکشنبه     | [ ۵۸ ] |
| ۱۹۷۲ (۴۵ام) | باب فاس               | کاباره                  | [ ۵۹ ] |
| ۱۹۷۲ (۴۵ام) | جان بورمن             | رهایی                   | [ ۵۹ ] |
| ۱۹۷۲ (۴۵ام) | فرانسیس فورد کوپولا   | پدرخوانده               | [ ۵۹ ] |
| ۱۹۷۲ (۴۵ام) | جوزف ال. منکیه‌ویچ     | کارآگاه                 | [ ۵۹ ] |
| ۱۹۷۲ (۴۵ام) | یان تروئل             | مهاجران                 | [ ۵۹ ] |
| ۱۹۷۳ (۴۶ام) | جرج روی هیل           | نیش                     | [ ۶۰ ] |
| ۱۹۷۳ (۴۶ام) | اینگمار برگمان        | فریادها و نجواها        | [ ۶۰ ] |
| ۱۹۷۳ (۴۶ام) | برناردو برتولوچی      | آخرین تانگو در پاریس    | [ ۶۰ ] |
| ۱۹۷۳ (۴۶ام) | ویلیام فریدکین        | جن‌گیر                   | [ ۶۰ ] |
| ۱۹۷۳ (۴۶ام) | جرج لوکاس             | دیوارنویسی آمریکایی     | [ ۶۰ ] |
| ۱۹۷۴ (۴۷ام) | فرانسیس فورد کوپولا   | پدرخوانده: قسمت دوم     | [ ۶۱ ] |
| ۱۹۷۴ (۴۷ام) | جان کاساوتیس          | زن مست                  | [ ۶۱ ] |
| ۱۹۷۴ (۴۷ام) | باب فاس               | لنی                     | [ ۶۱ ] |
| ۱۹۷۴ (۴۷ام) | رومن پولانسکی         | محله چینی‌ها             | [ ۶۱ ] |
| ۱۹۷۴ (۴۷ام) | فرانسوا تروفو         | روز به جای شب           | [ ۶۱ ] |
| ۱۹۷۵ (۴۸ام) | میلوش فورمن           | دیوانه از قفس پرید      | [ ۶۲ ] |
| ۱۹۷۵ (۴۸ام) | رابرت آلتمن           | نشویل                   | [ ۶۲ ] |
| ۱۹۷۵ (۴۸ام) | فدریکو فلینی          | آمارکورد                | [ ۶۲ ] |
| ۱۹۷۵ (۴۸ام) | استنلی کوبریک         | بری لیندون              | [ ۶۲ ] |
| ۱۹۷۵ (۴۸ام) | سیدنی لومت            | بعد از ظهر سگی          | [ ۶۲ ] |
| ۱۹۷۶ (۴۹ام) | جان جی. آویلدسن       | راکی                    | [ ۶۳ ] |
| ۱۹۷۶ (۴۹ام) | اینگمار برگمان        | چهره‌به‌چهره              | [ ۶۳ ] |
| ۱۹۷۶ (۴۹ام) | سیدنی لومت            | شبکه                    | [ ۶۳ ] |
| ۱۹۷۶ (۴۹ام) | آلن جی پاکولا         | همه مردان رئیس‌جمهور     | [ ۶۳ ] |
| ۱۹۷۶ (۴۹ام) | لینا ورتمولر          | هفت زیبایی              | [ ۶۳ ] |
| ۱۹۷۷ (۵۰ام) | وودی آلن              | آنی هال                 | [ ۶۴ ] |
| ۱۹۷۷ (۵۰ام) | جرج لوکاس             | جنگ ستارگان             | [ ۶۴ ] |
| ۱۹۷۷ (۵۰ام) | هربرت روس             | نقطه عطف                | [ ۶۴ ] |
| ۱۹۷۷ (۵۰ام) | استیون اسپیلبرگ       | برخورد نزدیک از نوع سوم | [ ۶۴ ] |
| ۱۹۷۷ (۵۰ام) | فرد زینمان            | جولیا'                  | [ ۶۴ ] |
| ۱۹۷۸ (۵۱ام) | مایکل چیمینو          | شکارچی گوزن             | [ ۶۵ ] |
| ۱۹۷۸ (۵۱ام) | وودی آلن              | داخلی                   | [ ۶۵ ] |
| ۱۹۷۸ (۵۱ام) | هال اشبی              | بازگشت به وطن           | [ ۶۵ ] |
| ۱۹۷۸ (۵۱ام) | وارن بیتی باک هاردینگ | بهشت می‌تواند صبر کند    | [ ۶۵ ] |
| ۱۹۷۸ (۵۱ام) | آلن پارکر             | قطار سریع‌السیر نیمه‌شب   | [ ۶۵ ] |
| ۱۹۷۹ (۵۲ام) | رابرت بنتون           | کرامر علیه کرامر        | [ ۶۶ ] |
| ۱۹۷۹ (۵۲ام) | فرانسیس فورد کوپولا   | اینک آخرالزمان          | [ ۶۶ ] |
| ۱۹۷۹ (۵۲ام) | باب فاس               | اینطور چیزها            | [ ۶۶ ] |
| ۱۹۷۹ (۵۲ام) | ادوارد مولینارو       | قفسی برای دیوانگان      | [ ۶۶ ] |
| ۱۹۷۹ (۵۲ام) | پیتر یاتز             | جدا شدن                 | [ ۶۶ ] |

### دهه ۱۹۸۰
| سال         | کارگردان(ها)     | فیلم                   | م.     |
| ----------- | ---------------- | ---------------------- | ------ |
| دهه ۱۹۸۰    |                  |                        |        |
| ۱۹۸۰ (۵۳ام) | رابرت ردفورد     | مردم معمولی            | [ ۶۷ ] |
| ۱۹۸۰ (۵۳ام) | دیوید لینچ       | مرد فیلم‌نما            | [ ۶۷ ] |
| ۱۹۸۰ (۵۳ام) | رومن پولانسکی    | تس                     | [ ۶۷ ] |
| ۱۹۸۰ (۵۳ام) | ریچارد راش       | بدل‌کار                 | [ ۶۷ ] |
| ۱۹۸۰ (۵۳ام) | مارتین اسکورسیزی | گاو خشمگین             | [ ۶۷ ] |
| ۱۹۸۱ (۵۴ام) | وارن بیتی        | سرخ‌ها                  | [ ۶۸ ] |
| ۱۹۸۱ (۵۴ام) | هیو هادسن        | ارابه‌های آتش           | [ ۶۸ ] |
| ۱۹۸۱ (۵۴ام) | لویی مال         | شهر آتلانتیک           | [ ۶۸ ] |
| ۱۹۸۱ (۵۴ام) | مارک رایدل       | روی گلدن پاند          | [ ۶۸ ] |
| ۱۹۸۱ (۵۴ام) | استیون اسپیلبرگ  | مهاجمان صندوق گمشده    | [ ۶۸ ] |
| ۱۹۸۲ (۵۵ام) | ریچارد اتنبورو   | گاندی                  | [ ۶۹ ] |
| ۱۹۸۲ (۵۵ام) | سیدنی لومت       | حکم                    | [ ۶۹ ] |
| ۱۹۸۲ (۵۵ام) | ولفگانگ پترسن    | داس بوت                | [ ۶۹ ] |
| ۱۹۸۲ (۵۵ام) | سیدنی پولاک      | توتسی                  | [ ۶۹ ] |
| ۱۹۸۲ (۵۵ام) | استیون اسپیلبرگ  | ای. تی. موجود فرازمینی | [ ۶۹ ] |
| ۱۹۸۳ (۵۶ام) | جیمز ال. بروکس   | شرایط مهرورزی          | [ ۷۰ ] |
| ۱۹۸۳ (۵۶ام) | بروس برسفورد     | بخشش‌های محبت‌آمیز       | [ ۷۰ ] |
| ۱۹۸۳ (۵۶ام) | اینگمار برگمان   | فانی و الکساندر        | [ ۷۰ ] |
| ۱۹۸۳ (۵۶ام) | مایک نیکولز      | سیلکوود                | [ ۷۰ ] |
| ۱۹۸۳ (۵۶ام) | پیتر یاتز        | طراح لباس              | [ ۷۰ ] |
| ۱۹۸۴ (۵۷ام) | میلوش فورمن      | آمادئوس                | [ ۷۱ ] |
| ۱۹۸۴ (۵۷ام) | وودی آلن         | برادوی دنی رز          | [ ۷۱ ] |
| ۱۹۸۴ (۵۷ام) | رابرت بنتون      | مکان‌هایی در قلب        | [ ۷۱ ] |
| ۱۹۸۴ (۵۷ام) | رولند جافه       | میدان‌های کشتار         | [ ۷۱ ] |
| ۱۹۸۴ (۵۷ام) | دیوید لین        | گذرگاهی به هند         | [ ۷۱ ] |
| ۱۹۸۵ (۵۸ام) | سیدنی پولاک      | خارج از آفریقا         | [ ۷۲ ] |
| ۱۹۸۵ (۵۸ام) | هکتور بابنکو     | بوسه زن عنکبوتی        | [ ۷۲ ] |
| ۱۹۸۵ (۵۸ام) | جان هیوستون      | شرافت پریتزی           | [ ۷۲ ] |
| ۱۹۸۵ (۵۸ام) | آکیرا کوروساوا   | آشوب                   | [ ۷۲ ] |
| ۱۹۸۵ (۵۸ام) | پیتر ویر         | شاهد                   | [ ۷۲ ] |
| ۱۹۸۶ (۵۹ام) | الیور استون      | جوخه                   | [ ۷۳ ] |
| ۱۹۸۶ (۵۹ام) | وودی آلن         | هانا و خواهرانش        | [ ۷۳ ] |
| ۱۹۸۶ (۵۹ام) | جیمز ایوری       | اتاقی برای یک نگاه     | [ ۷۳ ] |
| ۱۹۸۶ (۵۹ام) | رولند جافه       | ماموریت                | [ ۷۳ ] |
| ۱۹۸۶ (۵۹ام) | دیوید لینچ       | مخمل آبی               | [ ۷۳ ] |
| ۱۹۸۷ (۶۰ام) | برناردو برتولوچی | آخرین امپراتور         | [ ۷۴ ] |
| ۱۹۸۷ (۶۰ام) | جان بورمن        | امید و افتخار          | [ ۷۴ ] |
| ۱۹۸۷ (۶۰ام) | لاسه هالستروم    | زندگی من مانند سگ      | [ ۷۴ ] |
| ۱۹۸۷ (۶۰ام) | نورمن جویسون     | ماه‌زده                 | [ ۷۴ ] |
| ۱۹۸۷ (۶۰ام) | آدریان لین       | جذابیت مرگبار          | [ ۷۴ ] |
| ۱۹۸۸ (۶۱ام) | بری لوینسون      | مرد بارانی             | [ ۷۵ ] |
| ۱۹۸۸ (۶۱ام) | چارلز کریچتون    | ماهی به نام وندا       | [ ۷۵ ] |
| ۱۹۸۸ (۶۱ام) | مایک نیکولز      | دختر شاغل              | [ ۷۵ ] |
| ۱۹۸۸ (۶۱ام) | آلن پارکر        | میسیسیپی می‌سوزد        | [ ۷۵ ] |
| ۱۹۸۸ (۶۱ام) | مارتین اسکورسیزی | آخرین وسوسه مسیح       | [ ۷۵ ] |
| ۱۹۸۹ (۶۲ام) | الیور استون      | متولد چهارم ژوئیه      | [ ۷۶ ] |
| ۱۹۸۹ (۶۲ام) | وودی آلن         | جرم‌ها و بزه‌کاری‌ها      | [ ۷۶ ] |
| ۱۹۸۹ (۶۲ام) | کنت برانا        | هنری پنجم              | [ ۷۶ ] |
| ۱۹۸۹ (۶۲ام) | جیم شریدان       | پای چپ من              | [ ۷۶ ] |
| ۱۹۸۹ (۶۲ام) | پیتر ویر         | انجمن شاعران مرده      | [ ۷۶ ] |

### دهه ۱۹۹۰
| سال         | کارگردان(ها)        | فیلم                   | م.     |
| ----------- | ------------------- | ---------------------- | ------ |
| دهه ۱۹۹۰    |                     |                        |        |
| ۱۹۹۰ (۶۳ام) | کوین کاستنر         | رقصنده با گرگ‌ها        | [ ۷۷ ] |
| ۱۹۹۰ (۶۳ام) | فرانسیس فورد کوپولا | پدرخوانده: قسمت سوم    | [ ۷۷ ] |
| ۱۹۹۰ (۶۳ام) | استیون فریرز        | کلاهبرداران            | [ ۷۷ ] |
| ۱۹۹۰ (۶۳ام) | باربت شرودر         | برگشت‌خوردن بخت         | [ ۷۷ ] |
| ۱۹۹۰ (۶۳ام) | مارتین اسکورسیزی    | رفقای خوب              | [ ۷۷ ] |
| ۱۹۹۱ (۶۴ام) | جاناتان دمی         | سکوت بره‌ها             | [ ۷۸ ] |
| ۱۹۹۱ (۶۴ام) | بری لوینسون         | باگزی                  | [ ۷۸ ] |
| ۱۹۹۱ (۶۴ام) | ریدلی اسکات         | تلما و لوییز           | [ ۷۸ ] |
| ۱۹۹۱ (۶۴ام) | جان سینگلتون        | پسرا و محله            | [ ۷۸ ] |
| ۱۹۹۱ (۶۴ام) | الیور استون         | جی‌اف‌کی                 | [ ۷۸ ] |
| ۱۹۹۲ (۶۵ام) | کلینت ایستوود       | نابخشوده               | [ ۷۹ ] |
| ۱۹۹۲ (۶۵ام) | رابرت آلتمن         | بازیگر                 | [ ۷۹ ] |
| ۱۹۹۲ (۶۵ام) | مارتن برست          | بوی خوش زن             | [ ۷۹ ] |
| ۱۹۹۲ (۶۵ام) | جیمز ایوری          | هواردز اند             | [ ۷۹ ] |
| ۱۹۹۲ (۶۵ام) | نیل جوردن           | بازی گریه              | [ ۷۹ ] |
| ۱۹۹۳ (۶۶ام) | استیون اسپیلبرگ     | فهرست شیندلر           | [ ۸۰ ] |
| ۱۹۹۳ (۶۶ام) | رابرت آلتمن         | برش‌های کوتاه           | [ ۸۰ ] |
| ۱۹۹۳ (۶۶ام) | جین کمپیون          | پیانو                  | [ ۸۰ ] |
| ۱۹۹۳ (۶۶ام) | جیمز ایوری          | بازمنده روز            | [ ۸۰ ] |
| ۱۹۹۳ (۶۶ام) | جیم شریدان          | به نام پدر             | [ ۸۰ ] |
| ۱۹۹۴ (۶۷ام) | رابرت زمکیس         | فارست گامپ             | [ ۸۱ ] |
| ۱۹۹۴ (۶۷ام) | وودی آلن            | گلوله‌ها بر فراز برادوی | [ ۸۱ ] |
| ۱۹۹۴ (۶۷ام) | کریشتوف کیشلوفسکی   | سه‌رنگ: قرمز            | [ ۸۱ ] |
| ۱۹۹۴ (۶۷ام) | رابرت ردفورد        | مسابقه تلویزیونی       | [ ۸۱ ] |
| ۱۹۹۴ (۶۷ام) | کوئنتین تارانتینو   | داستان عامه‌پسند        | [ ۸۱ ] |
| ۱۹۹۵ (۶۸ام) | مل گیبسون           | شجاع‌دل                 | [ ۸۲ ] |
| ۱۹۹۵ (۶۸ام) | مایک فیگیس          | ترک لاس وگاس           | [ ۸۲ ] |
| ۱۹۹۵ (۶۸ام) | کریس نونان          | بیب                    | [ ۸۲ ] |
| ۱۹۹۵ (۶۸ام) | مایکل ردفورد        | ایل پوستینو: پستچی     | [ ۸۲ ] |
| ۱۹۹۵ (۶۸ام) | تیم رابینز          | راه رفتن مرد مرده      | [ ۸۲ ] |
| ۱۹۹۶ (۶۹ام) | آنتونی مینگلا       | بیمار انگلیسی          | [ ۸۳ ] |
| ۱۹۹۶ (۶۹ام) | جوئل کوئن ایتن کوئن | فارگو                  | [ ۸۳ ] |
| ۱۹۹۶ (۶۹ام) | میلوش فورمن         | مردم علیه لری فلینت    | [ ۸۳ ] |
| ۱۹۹۶ (۶۹ام) | اسکات هیکز          | درخشیدن                | [ ۸۳ ] |
| ۱۹۹۶ (۶۹ام) | مایک لی             | رازها و دروغ‌ها         | [ ۸۳ ] |
| ۱۹۹۷ (۷۰ام) | جیمز کامرون         | تایتانیک               | [ ۸۴ ] |
| ۱۹۹۷ (۷۰ام) | پیتر کاتانیو        | فول مانتی              | [ ۸۴ ] |
| ۱۹۹۷ (۷۰ام) | آتوم اگویان         | آخرت شیرین             | [ ۸۴ ] |
| ۱۹۹۷ (۷۰ام) | کرتیس هنسن          | محرمانه لس‌آنجلس        | [ ۸۴ ] |
| ۱۹۹۷ (۷۰ام) | گاس ون سنت          | ویل هانتینگ خوب        | [ ۸۴ ] |
| ۱۹۹۸ (۷۱ام) | استیون اسپیلبرگ     | نجات سرباز رایان       | [ ۸۵ ] |
| ۱۹۹۸ (۷۱ام) | روبرتو بنینی        | زندگی زیباست           | [ ۸۵ ] |
| ۱۹۹۸ (۷۱ام) | جان مدن             | شکسپیر عاشق            | [ ۸۵ ] |
| ۱۹۹۸ (۷۱ام) | ترنس مالیک          | باریک سرخ              | [ ۸۵ ] |
| ۱۹۹۸ (۷۱ام) | پیتر ویر            | نمایش ترومن            | [ ۸۵ ] |
| ۱۹۹۹ (۷۲ام) | سام مندس            | زیبای آمریکایی         | [ ۸۶ ] |
| ۱۹۹۹ (۷۲ام) | لاسه هالستروم       | قوانین خانه سایدر      | [ ۸۶ ] |
| ۱۹۹۹ (۷۲ام) | اسپایک جونز         | جان مالکوویچ بودن      | [ ۸۶ ] |
| ۱۹۹۹ (۷۲ام) | مایکل مان           | نفوذی                  | [ ۸۶ ] |
| ۱۹۹۹ (۷۲ام) | ام. نایت شیامالان   | حس ششم                 | [ ۸۶ ] |

### دهه ۲۰۰۰
| سال         | کارگردان(ها)               | فیلم                        | م.     |
| ----------- | -------------------------- | --------------------------- | ------ |
| دهه ۲۰۰۰    |                            |                             |        |
| ۲۰۰۰ (۷۳ام) | استیون سودربرگ             | قاچاق                       | [ ۸۷ ] |
| ۲۰۰۰ (۷۳ام) | استیون دالدری              | بیلی الیوت                  | [ ۸۷ ] |
| ۲۰۰۰ (۷۳ام) | انگ لی                     | ببر خیزان، اژدهای پنهان     | [ ۸۷ ] |
| ۲۰۰۰ (۷۳ام) | ریدلی اسکات                | گلادیاتور                   | [ ۸۷ ] |
| ۲۰۰۰ (۷۳ام) | استیون سودربرگ             | ارین براکویچ                | [ ۸۷ ] |
| ۲۰۰۱ (۷۴ام) | ران هاوارد                 | ذهن زیبا                    | [ ۸۸ ] |
| ۲۰۰۱ (۷۴ام) | رابرت آلتمن                | گاسفورد پارک                | [ ۸۸ ] |
| ۲۰۰۱ (۷۴ام) | پیتر جکسون                 | ارباب حلقه‌ها: یاران حلقه    | [ ۸۸ ] |
| ۲۰۰۱ (۷۴ام) | دیوید لینچ                 | جاده مالهالند               | [ ۸۸ ] |
| ۲۰۰۱ (۷۴ام) | ریدلی اسکات                | سقوط شاهین سیاه             | [ ۸۸ ] |
| ۲۰۰۲ (۷۵ام) | رومن پولانسکی              | پیانیست                     | [ ۸۹ ] |
| ۲۰۰۲ (۷۵ام) | پدرو آلمودوار              | با او حرف بزن               | [ ۸۹ ] |
| ۲۰۰۲ (۷۵ام) | استیون دالدری              | ساعت‌ها                      | [ ۸۹ ] |
| ۲۰۰۲ (۷۵ام) | راب مارشال                 | شیکاگو                      | [ ۸۹ ] |
| ۲۰۰۲ (۷۵ام) | مارتین اسکورسیزی           | دار و دسته‌های نیویورکی      | [ ۸۹ ] |
| ۲۰۰۳ (۷۶ام) | پیتر جکسون                 | ارباب حلقه‌ها: بازگشت پادشاه | [ ۹۰ ] |
| ۲۰۰۳ (۷۶ام) | سوفیا کوپولا               | گمشده در ترجمه              | [ ۹۰ ] |
| ۲۰۰۳ (۷۶ام) | کلینت ایستوود              | رودخانه میستیک              | [ ۹۰ ] |
| ۲۰۰۳ (۷۶ام) | فرناندو میرلس              | شهر خدا                     | [ ۹۰ ] |
| ۲۰۰۳ (۷۶ام) | پیتر ویر                   | ناخدا و فرمانده: آخر دنیا   | [ ۹۰ ] |
| ۲۰۰۴ (۷۷ام) | کلینت ایستوود              | دختر میلیون دلاری           | [ ۹۱ ] |
| ۲۰۰۴ (۷۷ام) | تیلور هاکفورد              | ری                          | [ ۹۱ ] |
| ۲۰۰۴ (۷۷ام) | مایک لی                    | ورا دریک                    | [ ۹۱ ] |
| ۲۰۰۴ (۷۷ام) | الکساندر پین               | راه‌های فرعی                 | [ ۹۱ ] |
| ۲۰۰۴ (۷۷ام) | مارتین اسکورسیزی           | {هوانورد                    | [ ۹۱ ] |
| ۲۰۰۵ (۷۸ام) | انگ لی                     | کوهستان بروکبک              | [ ۹۲ ] |
| ۲۰۰۵ (۷۸ام) | جرج کلونی                  | شب به خیر و موفق باشید.     | [ ۹۲ ] |
| ۲۰۰۵ (۷۸ام) | پل هگیس                    | تصادف                       | [ ۹۲ ] |
| ۲۰۰۵ (۷۸ام) | بنت میلر                   | کاپوتی                      | [ ۹۲ ] |
| ۲۰۰۵ (۷۸ام) | استیون اسپیلبرگ            | مونیخ                       | [ ۹۲ ] |
| ۲۰۰۶ (۷۹ام) | مارتین اسکورسیزی           | رفتگان                      | [ ۹۳ ] |
| ۲۰۰۶ (۷۹ام) | کلینت ایستوود              | نامه‌هایی از ایووجیما        | [ ۹۳ ] |
| ۲۰۰۶ (۷۹ام) | استیون فریرز               | ملکه                        | [ ۹۳ ] |
| ۲۰۰۶ (۷۹ام) | پل گرینگرس                 | یونایتد ۹۳                  | [ ۹۳ ] |
| ۲۰۰۶ (۷۹ام) | آلخاندرو گونزالز اینیاریتو | بابل                        | [ ۹۳ ] |
| ۲۰۰۷ (۸۰ام) | جوئل کوئن · ایتن کوئن      | جایی برای پیرمردها نیست     | [ ۹۴ ] |
| ۲۰۰۷ (۸۰ام) | پل توماس آندرسن            | خون به پا خواهد شد          | [ ۹۴ ] |
| ۲۰۰۷ (۸۰ام) | تونی گیلروی                | مایکل کلیتون                | [ ۹۴ ] |
| ۲۰۰۷ (۸۰ام) | جیسون رایتمن               | جونو                        | [ ۹۴ ] |
| ۲۰۰۷ (۸۰ام) | جولیان اشنابل              | لباس غواصی و پروانه         | [ ۹۴ ] |
| ۲۰۰۸ (۸۱ام) | دنی بویل                   | میلیونر زاغه‌نشین            | [ ۹۵ ] |
| ۲۰۰۸ (۸۱ام) | استیون دالدری              | کتاب‌خوان                    | [ ۹۵ ] |
| ۲۰۰۸ (۸۱ام) | دیوید فینچر                | مورد عجیب بنجامین باتن      | [ ۹۵ ] |
| ۲۰۰۸ (۸۱ام) | ران هاوارد                 | فراست/نیکسون                | [ ۹۵ ] |
| ۲۰۰۸ (۸۱ام) | گاس ون سنت                 | میلک                        | [ ۹۵ ] |
| ۲۰۰۹ (۸۲ام) | کاترین بیگلو               | مهلکه                       | [ ۹۶ ] |
| ۲۰۰۹ (۸۲ام) | جیمز کامرون                | آواتار                      | [ ۹۶ ] |
| ۲۰۰۹ (۸۲ام) | لی دنیلز                   | پرشس                        | [ ۹۶ ] |
| ۲۰۰۹ (۸۲ام) | جیسون رایتمن               | بالا در آسمان               | [ ۹۶ ] |
| ۲۰۰۹ (۸۲ام) | کوئنتین تارانتینو          | حرامزاده‌های لعنتی           | [ ۹۶ ] |

### دهه ۲۰۱۰
| سال               | کارگردان(ها)               | فیلم                           | م.      |
| ----------------- | -------------------------- | ------------------------------ | ------- |
| دهه ۲۰۱۰          |                            |                                |         |
| ۲۰۱۰ (۸۳ام)       | تام هوپر                   | سخنرانی پادشاه                 | [ ۹۷ ]  |
| ۲۰۱۰ (۸۳ام)       | دارن آرونوفسکی             | قوی سیاه                       | [ ۹۷ ]  |
| ۲۰۱۰ (۸۳ام)       | جوئل کوئن ایتن کوئن        | شجاعت واقعی                    | [ ۹۷ ]  |
| ۲۰۱۰ (۸۳ام)       | دیوید فینچر                | شبکه اجتماعی                   | [ ۹۷ ]  |
| ۲۰۱۰ (۸۳ام)       | دیوید او. راسل             | مشتزن                          | [ ۹۷ ]  |
| ۲۰۱۱ (۸۴ام)       | میشل آزاناویسوس            | آرتیست                         | [ ۹۸ ]  |
| ۲۰۱۱ (۸۴ام)       | وودی آلن                   | نیمه‌شب در پاریس                | [ ۹۸ ]  |
| ۲۰۱۱ (۸۴ام)       | ترنس مالیک                 | درخت زندگی                     | [ ۹۸ ]  |
| ۲۰۱۱ (۸۴ام)       | الکساندر پین               | فرزندان                        | [ ۹۸ ]  |
| ۲۰۱۱ (۸۴ام)       | مارتین اسکورسیزی           | هوگو                           | [ ۹۸ ]  |
| ۲۰۱۲ (۸۵ام)       | انگ لی                     | زندگی پی                       | [ ۹۹ ]  |
| ۲۰۱۲ (۸۵ام)       | میشائل هانکه               | عشق                            | [ ۹۹ ]  |
| ۲۰۱۲ (۸۵ام)       | دیوید او. راسل             | دفترچه امیدبخش                 | [ ۹۹ ]  |
| ۲۰۱۲ (۸۵ام)       | استیون اسپیلبرگ            | لینکلن                         | [ ۹۹ ]  |
| ۲۰۱۲ (۸۵ام)       | بن زایتلین                 | جانوران حیات وحش جنوب          | [ ۹۹ ]  |
| ۲۰۱۳ (۸۶ام)       | آلفونسو کوارون             | جاذبه                          | [ ۱۰۰ ] |
| ۲۰۱۳ (۸۶ام)       | استیو مک‌کوئین              | ۱۲ سال بردگی                   | [ ۱۰۰ ] |
| ۲۰۱۳ (۸۶ام)       | الکساندر پین               | نبراسکا                        | [ ۱۰۰ ] |
| ۲۰۱۳ (۸۶ام)       | دیوید او. راسل             | حقه‌بازی آمریکایی               | [ ۱۰۰ ] |
| ۲۰۱۳ (۸۶ام)       | مارتین اسکورسیزی           | گرگ وال استریت                 | [ ۱۰۰ ] |
| ۲۰۱۴ (۸۷ام)       | آلخاندرو گونزالز اینیاریتو | بردمن یا (فضیلت غیرمنتظرهٔ جهل) | [ ۱۰۱ ] |
| ۲۰۱۴ (۸۷ام)       | وس اندرسن                  | هتل بزرگ بوداپست               | [ ۱۰۱ ] |
| ۲۰۱۴ (۸۷ام)       | ریچارد لینکلیتر            | پسرانگی                        | [ ۱۰۱ ] |
| ۲۰۱۴ (۸۷ام)       | بنت میلر                   | شکارچی روباه                   | [ ۱۰۱ ] |
| ۲۰۱۴ (۸۷ام)       | مورتن تیلدام               | بازی تقلید                     | [ ۱۰۱ ] |
| ۲۰۱۵ (۸۸ام)       | الخاندرو گونسالس اینیاریتو | بازگشته                        | [ ۱۰۲ ] |
| ۲۰۱۵ (۸۸ام)       | لنی آبراهامسون             | اتاق                           | [ ۱۰۲ ] |
| ۲۰۱۵ (۸۸ام)       | توماس مک‌کارتی              | اسپات‌لایت                      | [ ۱۰۲ ] |
| ۲۰۱۵ (۸۸ام)       | آدام مک‌کی                  | رکود بزرگ                      | [ ۱۰۲ ] |
| ۲۰۱۵ (۸۸ام)       | جرج میلر                   | مکس دیوانه: جاده خشم           | [ ۱۰۲ ] |
| ۲۰۱۶ (۸۹ام)       | دیمین شزل                  | لا لا لند                      | [ ۱۰۳ ] |
| ۲۰۱۶ (۸۹ام)       | مل گیبسون                  | تپه هکساو                      | [ ۱۰۳ ] |
| ۲۰۱۶ (۸۹ام)       | بری جنکینز                 | مهتاب                          | [ ۱۰۳ ] |
| ۲۰۱۶ (۸۹ام)       | کنت لونرگان                | منچستر بای د سی                | [ ۱۰۳ ] |
| ۲۰۱۶ (۸۹ام)       | دنی ویلنو                  | ورود                           | [ ۱۰۳ ] |
| ۲۰۱۷ (۹۰ام)       | گی‌یرمو دل تورو             | شکل آب                         | [ ۱۰۴ ] |
| ۲۰۱۷ (۹۰ام)       | پل توماس اندرسن            | رشته خیال                      | [ ۱۰۴ ] |
| ۲۰۱۷ (۹۰ام)       | گرتا گرویگ                 | لیدی برد                       | [ ۱۰۴ ] |
| ۲۰۱۷ (۹۰ام)       | کریستوفر نولان             | دانکرک                         | [ ۱۰۴ ] |
| ۲۰۱۷ (۹۰ام)       | جوردن پیل                  | برو بیرون                      | [ ۱۰۴ ] |
| ۲۰۱۸ (۹۱ام)       |                            |                                |         |
| آلفونسو کوارون    | رما                        | [ ۱۰۵ ]                        |         |
| یورگوس لانتیموس   | سوگلی                      | [ ۱۰۵ ]                        |         |
| اسپایک لی         | بلکککلنزمن                 | [ ۱۰۵ ]                        |         |
| آدام مک‌کی         | معاون                      | [ ۱۰۵ ]                        |         |
| پاوو پاولیکوفسکی  | جنگ سرد                    | [ ۱۰۵ ]                        |         |
| ۲۰۱۹ (۹۲ام)       |                            |                                |         |
| بونگ جون-هو       | انگل                       | [ ۱۰۶ ]                        |         |
| سم مندس           | ۱۹۱۷                       | [ ۱۰۶ ]                        |         |
| تاد فیلیپس        | جوکر                       | [ ۱۰۶ ]                        |         |
| مارتین اسکورسیزی  | مرد ایرلندی                | [ ۱۰۶ ]                        |         |
| کوئنتین تارانتینو | روزی روزگاری در هالیوود    | [ ۱۰۶ ]                        |         |

### دههٔ ۲۰۲۰
| سال       | کارگردان(ها)            | فیلم                   | منا.    |
| --------- | ----------------------- | ---------------------- | ------- |
| ۲۰۲۰ ۹۳ام | کلویی ژائو              | سرزمین خانه‌به‌دوش‌ها     | [ ۱۰۷ ] |
| ۲۰۲۰ ۹۳ام | لی ایزاک چانگ           | میناری                 | [ ۱۰۷ ] |
| ۲۰۲۰ ۹۳ام | امرالد فنل              | زن جوان آتیه‌دار        | [ ۱۰۷ ] |
| ۲۰۲۰ ۹۳ام | دیوید فینچر             | منک                    | [ ۱۰۷ ] |
| ۲۰۲۰ ۹۳ام | توماس وینتربرگ          | یک دور دیگر            | [ ۱۰۷ ] |
| ۲۰۲۱ ۹۴ام | جین کمپیون              | قدرت سگ                | [ ۱۰۸ ] |
| ۲۰۲۱ ۹۴ام | پل توماس اندرسن         | لیکریش پیتزا           | [ ۱۰۸ ] |
| ۲۰۲۱ ۹۴ام | کنت برانا               | بلفاست                 | [ ۱۰۸ ] |
| ۲۰۲۱ ۹۴ام | ریوسوکی هاماگوچی        | ماشین مرا بران         | [ ۱۰۸ ] |
| ۲۰۲۱ ۹۴ام | استیون اسپیلبرگ         | داستان وست ساید        | [ ۱۰۸ ] |
| ۲۰۲۲ ۹۵ام | دنیل کوان و دنیل شاینرت | همه‌چیز همه‌جا به یکباره | [ ۱۰۹ ] |
| ۲۰۲۲ ۹۵ام | تاد فیلد                | تار                    | [ ۱۰۹ ] |
| ۲۰۲۲ ۹۵ام | مارتین مک‌دونا           | بنشی‌های اینیشرین       | [ ۱۰۹ ] |
| ۲۰۲۲ ۹۵ام | روبن اوستلوند           | مثلث غم                | [ ۱۰۹ ] |
| ۲۰۲۲ ۹۵ام | استیون اسپیلبرگ         | خانواده فیبلمن         | [ ۱۰۹ ] |
| ۲۰۲۳ ۹۶ام | کریستوفر نولان          | اوپنهایمر              | [ ۱۱۰ ] |
| ۲۰۲۳ ۹۶ام | جاناتان گلیزر           | منطقه دلخواه           | [ ۱۱۰ ] |
| ۲۰۲۳ ۹۶ام | یورگوس لانتیموس         | بیچارگان               | [ ۱۱۰ ] |
| ۲۰۲۳ ۹۶ام | مارتین اسکورسیزی        | قاتلان ماه گل          | [ ۱۱۰ ] |
| ۲۰۲۳ ۹۶ام | ژوستین تریه             | آناتومی یک سقوط        | [ ۱۱۰ ] |
| ۲۰۲۴ ۹۷ام | شان بیکر                | آنورا                  | [ ۱۱۱ ] |
| ۲۰۲۴ ۹۷ام | ژاک اودیار              | امیلیا پرز             | [ ۱۱۱ ] |
| ۲۰۲۴ ۹۷ام | بردی کوربت              | بروتالیست              | [ ۱۱۱ ] |
| ۲۰۲۴ ۹۷ام | کورالی فارژا            | ماده                   | [ ۱۱۱ ] |
| ۲۰۲۴ ۹۷ام | جیمز منگولد             | یک ناشناخته کامل       | [ ۱۱۱ ] |

## برندگان و نامزدهای چندین جایزه

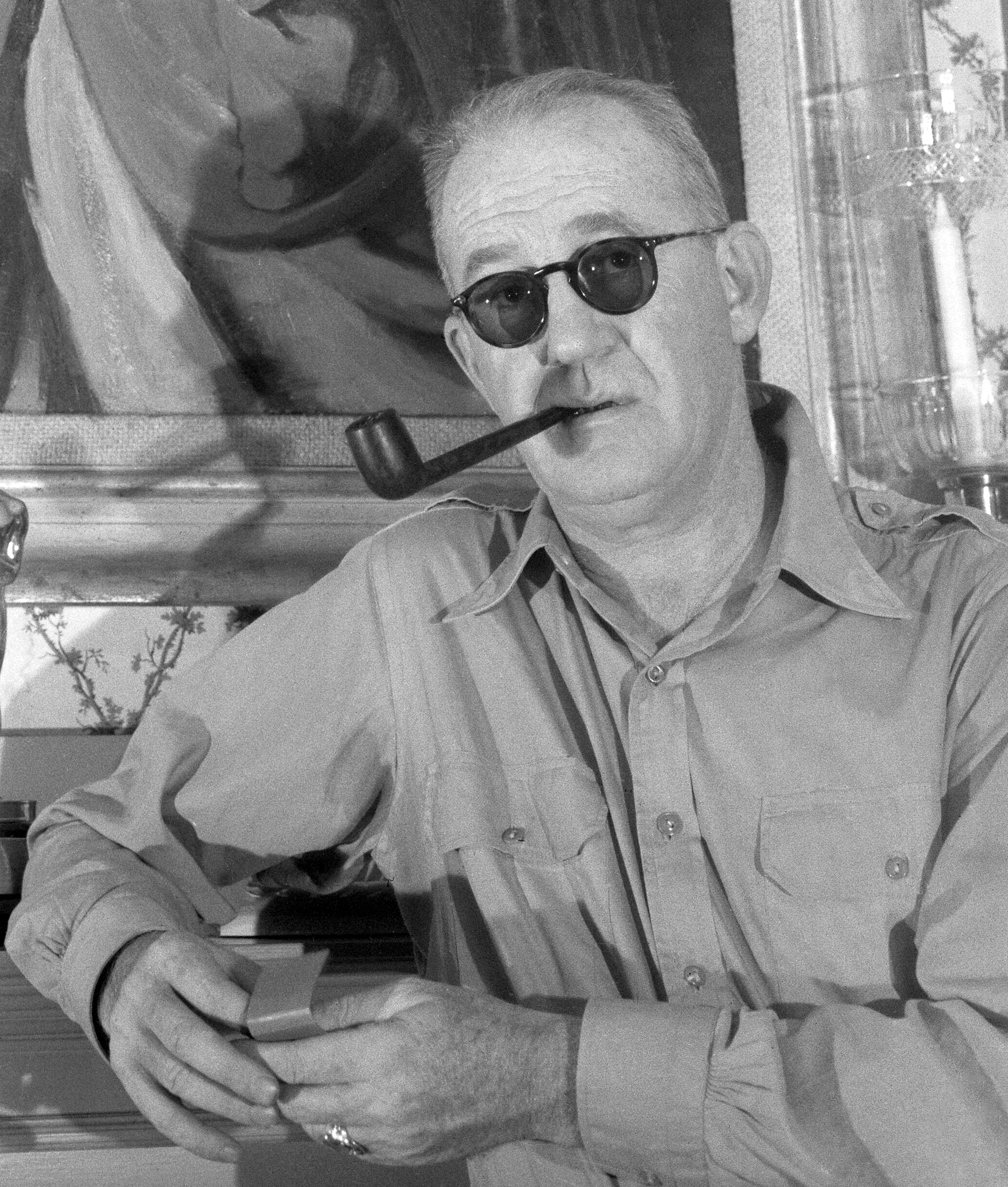
جان فورد با چهار جایزه در این رشته رکورد دار است، به ترتیب در سال‌های ۱۹۳۵، ۱۹۴۰، ۱۹۴۱ و ۱۹۵۲ این جایزه را برده‌است.

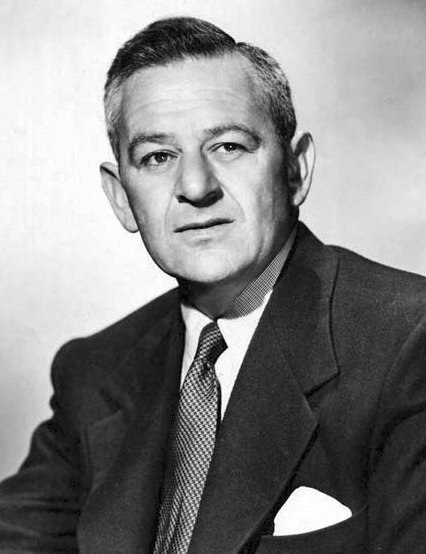
ویلیام وایلر دوازده بار نامزد دریافت این جایزه شده‌است، او سه بار هم، به ترتیب، در سال‌های ۱۹۴۲، ۱۹۴۶ و ۱۹۵۹ آن را دریافت کرده‌است.

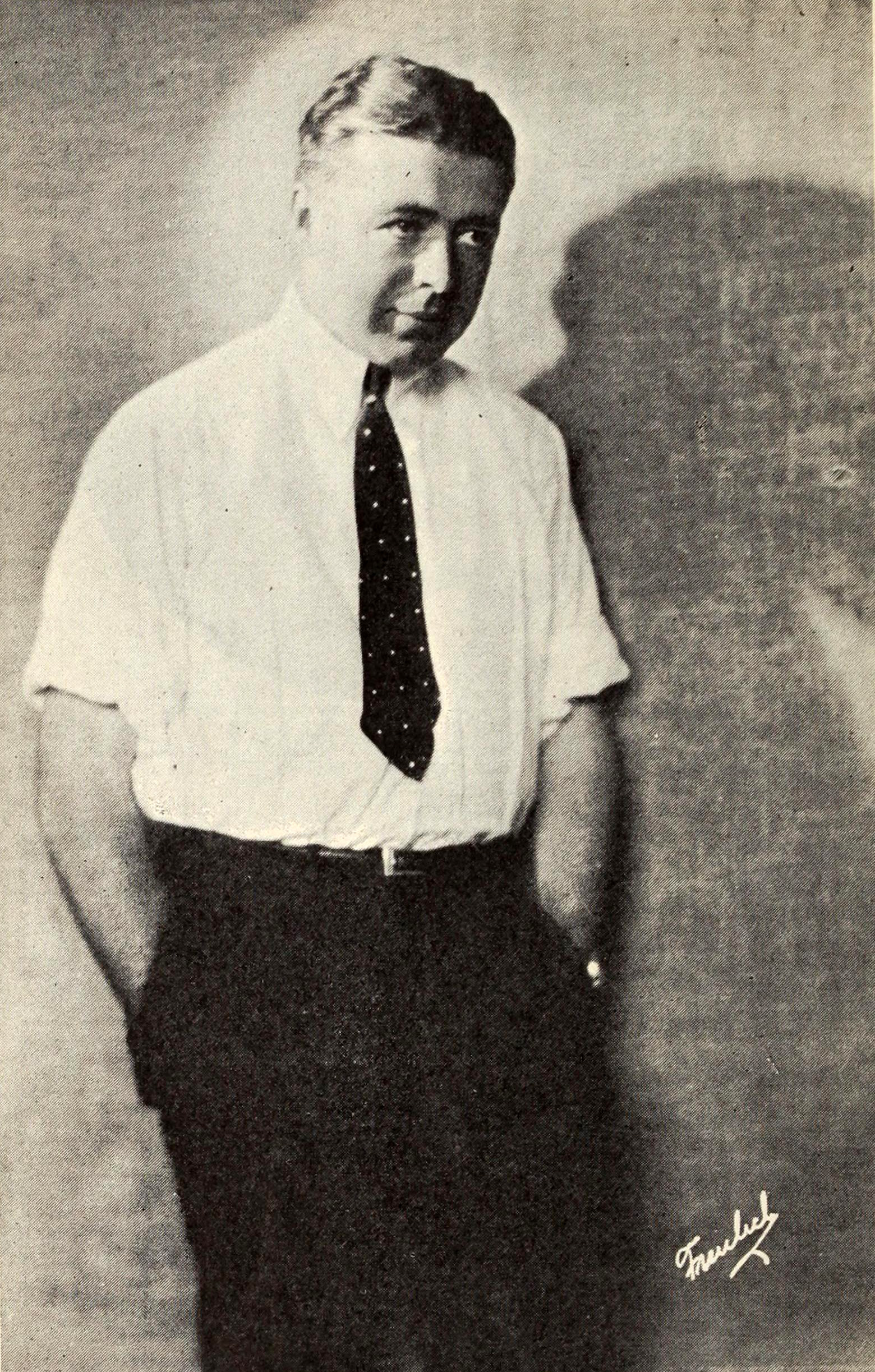
کلارنس براون بین سالهای ۱۹۲۹ تا ۱۹۴۶ شش بار نامزد این جایزه شده، اما نتوانسته این جایزه را دریافت کند. او نیز از این حیث رکورد دار است.

| برنده | کارگردان                   |
| ----- | -------------------------- |
| ۴     | جان فورد                   |
| ۳     | فرانک کاپرا                |
| ۳     | ویلیام وایلر               |
| ۲     | انگ لی                     |
| ۲     | فرانک بورزیگی              |
| ۲     | آلفونسو کوارون             |
| ۲     | کلینت ایستوود              |
| ۲     | میلوش فورمن                |
| ۲     | الخاندرو گونسالس اینیاریتو |
| ۲     | الیا کازان                 |
| ۲     | دیوید لین                  |
| ۲     | فرانک لوید                 |
| ۲     | جوزف ال. منکیه‌ویچ          |
| ۲     | لئو مک‌کری                  |
| ۲     | لوئیس مایلستون             |
| ۲     | استیون اسپیلبرگ            |
| ۲     | جرج استیونز                |
| ۲     | الیور استون                |
| ۲     | بیلی وایلدر                |
| ۲     | رابرت وایز                 |
| ۲     | فرد زینمان                 |

| نامزدها | کارگردان                   |
| ------- | -------------------------- |
| ۱۲      | ویلیام وایلر               |
| ۱۰      | مارتین اسکورسیزی           |
| ۹       | استیون اسپیلبرگ            |
| ۸       | بیلی وایلدر                |
| ۷       | وودی آلن                   |
| ۷       | دیوید لین                  |
| ۷       | فرد زینمان                 |
| ۶       | فرانک کاپرا                |
| ۵       | رابرت آلتمن                |
| ۵       | کلارنس براون               |
| ۵       | جرج کیوکر                  |
| ۵       | جان فورد                   |
| ۵       | آلفرد هیچکاک               |
| ۵       | جان هیوستون                |
| ۵       | الیا کازان                 |
| ۵       | جرج استیونز                |
| ۵       | کینگ ویدور                 |
| ۴       | فرانسیس فورد کوپولا        |
| ۴       | مایکل کورتیز               |
| ۴       | کلینت ایستوود              |
| ۴       | فدریکو فلینی               |
| ۴       | استنلی کوبریک              |
| ۴       | فرانک لوید                 |
| ۴       | سیدنی لومت                 |
| ۴       | جوزف ال. منکیه‌ویچ          |
| ۴       | مایک نیکولز                |
| ۴       | پیتر ویر                   |
| ۳       | پل توماس اندرسن            |
| ۳       | اینگمار برگمان             |
| ۳       | ریچارد بروکس               |
| ۳       | برادران کوئن               |
| ۳       | استیون دالدری              |
| ۳       | دیوید فینچر                |
| ۳       | میلوش فورمن                |
| ۳       | باب فاسی                   |
| ۳       | الخاندرو گونسالس اینیاریتو |
| ۳       | جیمز آیووری                |
| ۳       | نورمن جویسون               |
| ۳       | استنلی کریمر               |
| ۳       | انگ لی                     |
| ۳       | ارنست لوبیچ                |
| ۳       | دیوید لینچ                 |
| ۳       | لئو مک‌کری                  |
| ۳       | لوئیس مایلستون             |
| ۳       | الکساندر پین               |
| ۳       | آرتور پن                   |
| ۳       | رومن پولانسکی              |
| ۳       | سیدنی پولاک                |
| ۳       | کارول رید                  |
| ۳       | دیوید او. راسل             |
| ۳       | جان شلزینجر                |
| ۳       | ریدلی اسکات                |
| ۳       | الیور استون                |
| ۳       | کوئنتین تارانتینو          |
| ۳       | ویلیام ولمن                |
| ۳       | رابرت وایز                 |
| ۳       | سم وود                     |

## رکورد داران از لحاظ سن

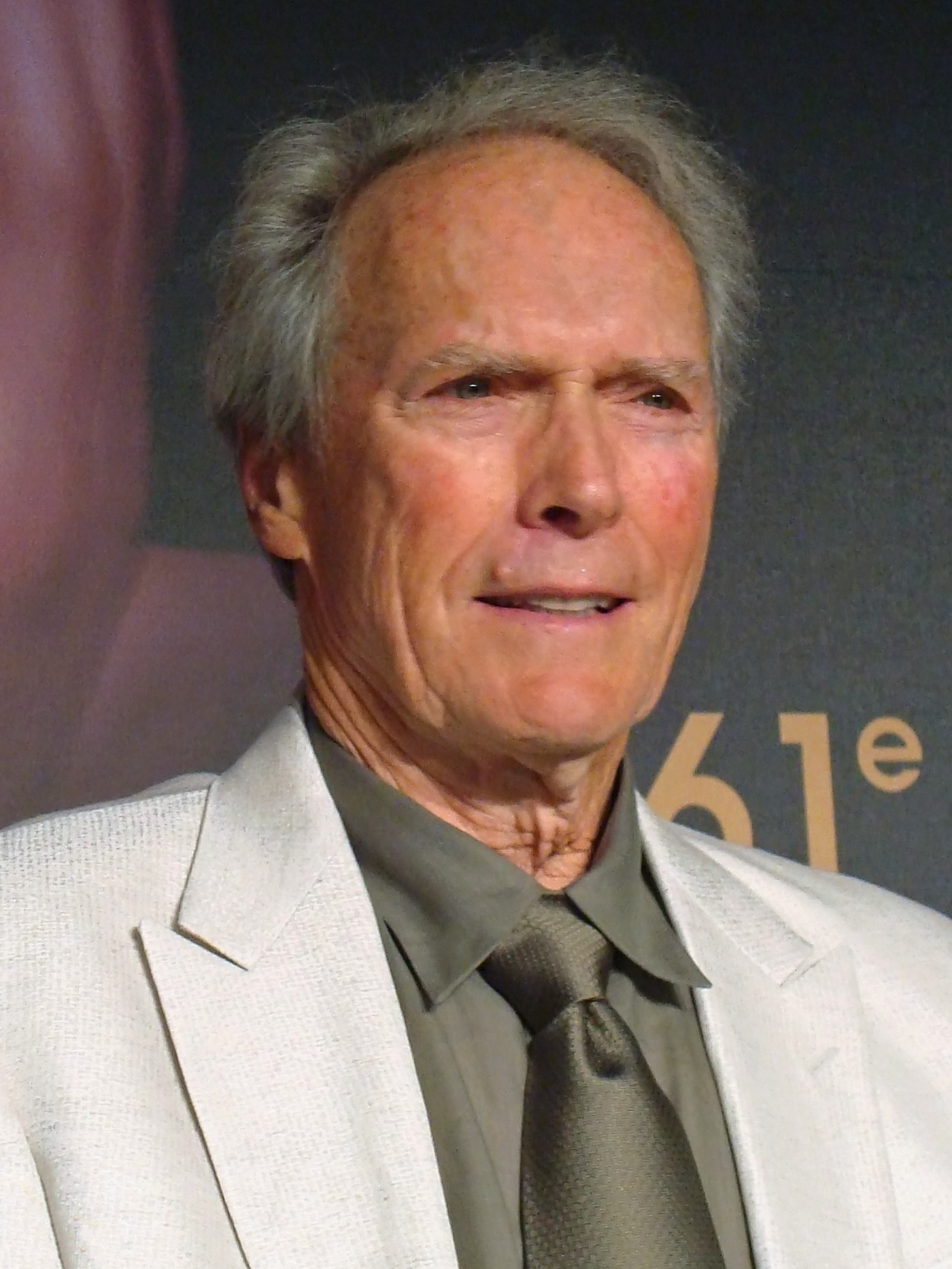
کلینت ایستوود در این رشته برای نابخشوده در ۱۹۹۲ اسکار گرفت و بار دیگر در ۲۰۰۴ برای دختر میلیون دلاری، کهن‌سال‌ترین برنده در این رشته شد.

| رکورد             | کارگردان         | فیلم              | سن (به سال) | م.      |
| ----------------- | ---------------- | ----------------- | ----------- | ------- |
| کهن سالترین برنده | کلینت ایستوود    | دختر میلیون دلاری | ۷۴          | [ ۱۲ ]  |
| کهن سالترین نامزد | مارتین اسکورسیزی | قاتلان ماه گل     | ۸۱          | [ ۱۱۲ ] |
| جوان‌ترین برنده    | دیمین شزل        | لا لا لند         | ۳۲          | [ ۱۲ ]  |
| جوان‌ترین نامزد    | جان سینگلتون     | پسرا و محله       | ۲۴          | [ ۱۲ ]  |

## تنوع نامزدها/برندگان

### نامزدها/برندگان آسیایی
تا پایان نود و ششمین دوره اسکار، هشت کارگردان آسیایی در مجموع هفت بار نامزد، و چهار بار برندۀ این اسکار شده‌اند.
- ۱۹۶۵ - تشیگاهارا هیروشی برای زن در ریگ روان
- ۱۹۸۵ - آکیرا کوروساوا برای آشوب
- ۱۹۹۹ - ام. نایت شیامالان برای حس ششم
- ۲۰۰۰ - انگ لی برای ببر خیزان، اژدهای پنهان
- ۲۰۰۵ - انگ لی برای کوهستان بروکبک
- ۲۰۱۲ - انگ لی برای زندگی پی
- ۲۰۱۹ - بونگ جون-هو برای انگل
- ۲۰۲۰ - کلویی ژائو برای سرزمین خانه‌به‌دوش‌ها
- ۲۰۲۰ - لی ایزاک چانگ برای میناری
- ۲۰۲۱ - ریوسوکی هاماگوچی برای ماشینم را بران

### نامزدهای سیاه‌پوست
تا پایان نود و ششمین دوره اسکار، شش کارگران سیاه‌پوست، هر کدام یک بار، در این رشته نامزد شده‌اند، هرچند هیچ‌یک برنده نشده‌اند.
- ۱۹۹۱ - جان سینگلتون برای پسرا و محله
- ۲۰۰۹ - لی دنیلز برای گرانبها
- ۲۰۱۳ - استیو مک‌کوئین برای ۱۲ سال بردگی
- ۲۰۱۶ - بری جنکینز برای مهتاب
- ۲۰۱۷ - جوردن پیل برای برو بیرون
- ۲۰۱۸ - اسپایک لی برای بلکککلنزمن

### نامزدها/برندگان زن
تا پایان نود و ششمین دوره اسکار، هشت کارگران زن، در این رشته نامزد شده‌اند، که تنها سه نفر برنده شده‌اند.
- ۱۹۷۶ - لینا ورتمولر برای هفت زیبایی
- ۱۹۹۳ - جین کمپیون برای پیانو
- ۲۰۰۳ - سوفیا کوپولا برای گمشده در ترجمه
- ۲۰۰۹ - کاترین بیگلو برای مهلکه
- ۲۰۱۷ - گرتا گرویگ برای لیدی برد
- ۲۰۲۰ - امرالد فنل برای زن جوان آتیه‌دار
- ۲۰۲۰ - کلویی ژائو برای سرزمین خانه‌به‌دوش‌ها
- ۲۰۲۱ - جین کمپیون برای قدرت سگ
- ۲۰۲۳ - ژوستین تریه برای آناتومی یک سقوط

### نامزدها/برندگان اسپانیایی/لاتین
تا پایان نود و ششمین دوره اسکار، شش کارگردان اسپانیایی/لاتین در مجموع نه بار نامزد شده‌اند، که پنج بار برنده شده‌اند.
- ۱۹۸۵ - هکتور بابنکو برای بوسه زن عنکبوتی
- ۲۰۰۲ - پدرو آلمودوار برای با او حرف بزن
- ۲۰۰۳ - فرناندو میرلس برای شهر خدا
- ۲۰۰۶ - الخاندرو گونسالس اینیاریتو برای بابل (فیلم ۲۰۰۶ آمریکایی)
- ۲۰۱۳ - آلفونسو کوارون برای جاذبه
- ۲۰۱۴ - الخاندرو گونسالس اینیاریتو برای بردمن
- ۲۰۱۵ - الخاندرو گونسالس اینیاریتو برای بازگشته
- ۲۰۱۷ - گی‌یرمو دل تورو برای شکل آب
- ۲۰۱۸ - آلفونسو کوارون برای رما